# Saab JAS 39 Gripen
Saab JAS 39 Gripen, também designado como F-39 Gripen, é um caça multiuso leve monomotor de quarta geração e meia fabricado pela empresa aeroespacial Saab, da Suécia. Foi projetado para substituir o Saab 35 Draken e o 37 Viggen na Força Aérea Sueca (Flygvapnet). O Gripen tem uma configuração de asas em delta e canard, além de controles de voo fly-by-wire. Ele é alimentado por um Volvo RM12 e tem uma velocidade máxima de Mach 2. Tais aeronaves mais tarde foram modificadas para os padrões de interoperabilidade da OTAN e para o reabastecimento aéreo. "JAS" é a abreviatura de "Jakt, Attack, Spaning" (em português Caça, Ataque, Reconhecimento), e "Gripen" (do grego: Γρύπας, Gryphus e em português, Grifo) é o nome da criatura mitológica da antiguidade, meio leão, meio águia, cuja imagem também está presente no logotipo da própria marca Saab.
Em 1979, o governo sueco iniciou estudos de desenvolvimento para uma aeronave capaz de missões de caça, ataque e reconhecimento para substituir o Saab 35 Draken e o 37 Viggen. Um novo projeto da Saab foi selecionado e desenvolvido como o JAS 39, voando pela primeira vez em 1988. Após dois acidentes durante o desenvolvimento do voo e subsequentes alterações no software de controle de voo da aeronave, o Gripen entrou em serviço com a Força Aérea Sueca em 1997. Variantes atualizadas, com aviônicos mais avançados e adaptações para tempos de missão mais longos, começaram a entrar em serviço em 2003.
Com o objetivo de comercializar os aviões para clientes externos, a Saab formou várias parcerias e esforços colaborativos com várias empresas aeroespaciais no exterior. Um exemplo desses esforços foi o Gripen International, uma parceria entre a Saab e a BAE Systems, formada em 2001. A Gripen International foi responsável pelo marketing da aeronave e esteve fortemente envolvida na exportação bem-sucedida do tipo para a África do Sul; a organização foi posteriormente dissolvida em meio a alegações de suborno empregado para garantir o interesse e as vendas estrangeiras. No mercado de exportação, o Gripen alcançou um sucesso moderado em vendas para nações na Europa Central, África do Sul e Sudeste Asiático; há suspeita de suborno em alguns desses contratos, mas as autoridades encerraram a investigação em 2009.
Uma outra versão, designada Gripen JAS 39E/F, está em desenvolvimento desde 2014; ele foi referido como Gripen NG ou Super-JAS. As mudanças incluem a adoção de um novo grupo motopropulsor, o General Electric F414G, um radar ativo de varredura eletrônica, além de um aumento significativo da capacidade interna de combustível. A Saab propôs outros modelos derivados, incluindo um Sea Gripen versão naval para operações de transporte e uma aeronave opcionalmente tripulada. A Suécia e o Brasil encomendaram o Gripen E/F e a Suíça selecionou-o para aquisição. Até 2023, mais de 300 Gripens foram construídos.

## Desenvolvimento

### Início
No final da década de 1970, a Suécia procurou um avião para substituir os Saab 35 Draken e Saab 37 Viggen, que já estavam ficando antigos e ultrapassados. A Força Aérea da Suécia exigiu um avião que atingisse a velocidade de Mach 2 (duas vezes a velocidade do som), com bom desempenho para diferentes missões em caso de ataque imediato. O plano incluiu pistas rudimentares de oitocentos metros de comprimento por nove metros de largura, para que o avião conseguisse decolar e pousar com segurança. Um dos objetivos era que a aeronave fosse menor que o Viggen, ao mesmo tempo que as características da sua carga útil fosse igual ou melhor. As primeiras propostas apresentaram o Saab 38, também chamado B3LA, desenvolvido como uma aeronave de ataque e treinamento, e o A-20, um avião com as principais características do Viggen, que seria um avião de combate, ataque e reconhecimento marítimo. Diversos projetos de outros países também foram estudados, como o General Dynamics F-16, o McDonnell Douglas F/A-18 Hornet, o Northrop F-20 Tigershark e o Dassault-Breguet Mirage 2000. Em última análise, o governo sueco optou que o avião fosse desenvolvido pela indústria nacional Saab.
Em 1979, o governo iniciou um estudo pedindo uma plataforma versátil para o avião chamada de "JAS", representando "Jakt" (ataque ar-a-ar), "Attack" (ataque ar-à-terra) e "Spaning" (reconhecimento), requerendo um caça multiuso, que podem desempenhar diversos papéis durante a mesma missão. Vários projetos da Saab foram revisados, sendo o mais promissor o "Projeto 2105" (designado "Projeto 2108" e, mais tarde, "Projeto 2110"), que foi recomendado pelo governo através da Administração de Materiais da Defesa (Försvarets Materielverk ou FMV). Em 1980, o "Industrigruppen JAS" foi estabelecido como joint-venture da Saab, Ericsson, Svenska Radioaktiebolaget, Volvo Aero e Försvarets Fabriksverk, o braço industrial das forças armadas suecas.
Algumas características sugeridas para o avião era um motor, um assento, utilização da tecnologia fly-by-wire (controles de voos elétricos), canards e um design aerodinamicamente estável. O motor selecionado foi o Volvo-Flygmotor RM12, um derivado licenciado do General Electric F404-400. Em 30 de junho de 1982, com a aprovação do Parlamento da Suécia, foram fechados contratos no valor de SEK 25,7 bilhões para a Saab, cobrindo a construção de cinco protótipos e um lote inicial de trinta aeronaves. Em janeiro de 1983, um Viggen foi convertido em uma aeronave de teste para avaliação de componentes do novo avião, como os comandos fly-by-wire. O JAS 39 recebeu o nome "Gripen" (grifo) através de uma votação pública, já que o grifo é representado no logotipo da Saab.

### Testes, produção e melhorias

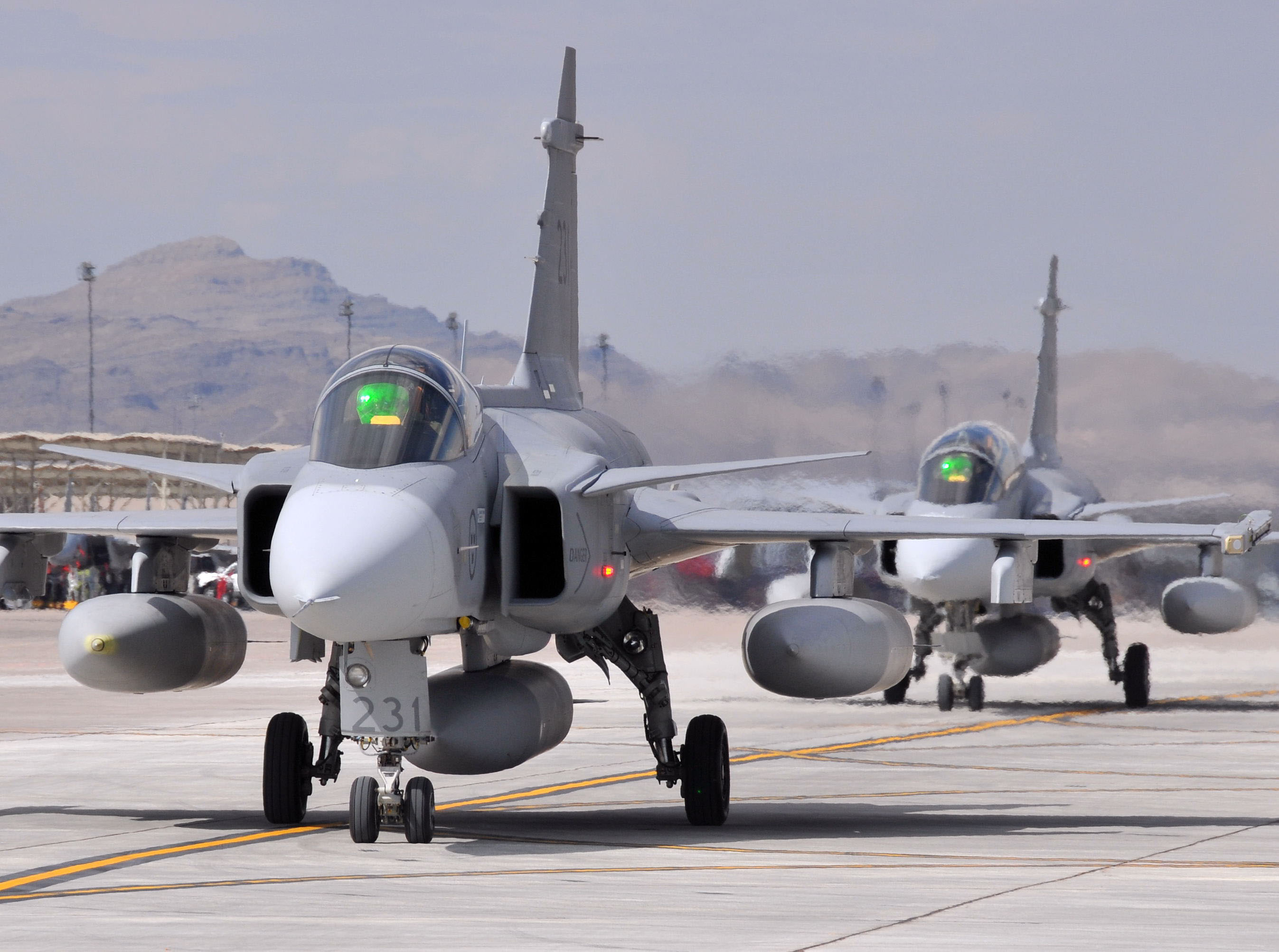
Detalhe da parte frontal do caça

A Saab lançou o primeiro avião em 26 de abril de 1987, marcando o 50.º aniversário da empresa. Inicialmente planejado para 1987, o primeiro voo foi adiado em dezoito meses devido a problemas com o sistema de controle de voo. Em 9 de dezembro de 1988, o primeiro protótipo (número de série 39-1) voou pela primeira vez por 51 minutos, com o piloto Stig Holmström no comando. Durante o programa de teste, a preocupação surgiu sobre a aviónica da aeronave, especificamente o sistema de controle de voo fly-by-wire e o design de estabilidade. Em 2 de fevereiro de 1989, isso levou ao acidente de um dos protótipos durante uma tentativa de pouso em Linköping; o piloto de teste, Lars Rådeström, sofreu apenas ferimentos. O acidente foi causado pela perda de controle da aeronave, devido a problemas com o controle do sidestick.
Em resposta ao acidente, a Saab e a empresa americana Calspan fizeram algumas modificações no software da aeronave. Um Lockheed NT-33A foi usado para testar essas melhorias, o que permitiu retomar o programa de testes de voo quinze meses após o acidente. Em 8 de agosto de 1993, o protótipo identificado como 39102 foi destruído em um acidente durante uma exibição aérea em Estocolmo. Novamente, o piloto de teste Lars Rådeström perdeu o controle da aeronave durante uma passagem em baixa altitude quando a aeronave estolou, obrigando-o a ejetar. Mais tarde, o Saab descobriu que o problema era uma alta amplificação das entradas rápidas e significativas do sidestick do piloto. A investigação subsequente e a correção de falhas atrasaram os testes de voo por vários meses, sendo retomado em dezembro de 1993.
O primeiro pedido foi realizado para 110 aviões em junho de 1992. Já o segundo pedido consistiu em 96 aviões JAS-39A com um assento e quatorze aviões JAS-39B com dois assentos. A variante JAS-39B é 66 centímetros (26 polegadas) maior do que o JAS-39A para acomodar um segundo assento, o que exigiu a eliminação do canhão e a capacidade de combustível interna foi reduzida. Em abril de 1994, cinco protótipos e dois aviões de produção em série foram concluídos, mas um míssil de alcance visual (BVR) ainda não havia sido selecionado. O terceiro pedido foi feito em junho de 1997, composto por cinquenta aviões JAS-39C com um assento e quatorze aviões JAS-39D com dois assentos, conhecidos como "Turbo Gripen", autorizados pela Organização do Tratado do Atlântico Norte (OTAN) para exportação. As aeronaves do terceiro pedido, entre 2002 e 2008, possuem aviónica melhor e mais atualizada, capacidade de reabastecimento em voo através de sondas retráteis e um sistema de pressurização a bordo para viagens mais longas. O reabastecimento em voo foi testado através de um protótipo especialmente equipado, utilizado em ensaios bem sucedidos com um Vickers VC-10 da Royal Air Force em 1998.

### Contratos

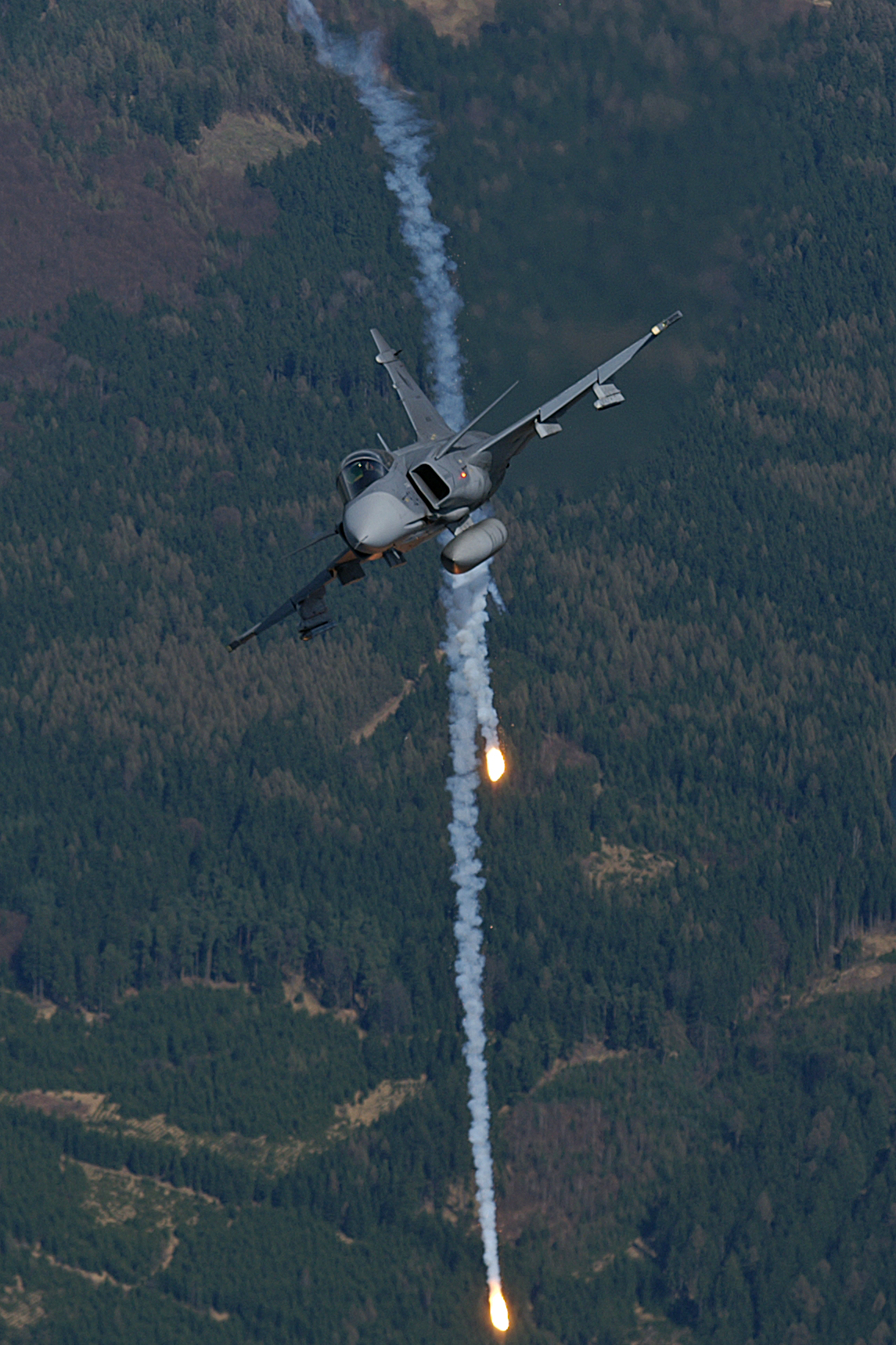
Gripen da Força Aérea da Chéquia disparando flares em 2011.

Durante o Show Aéreo de Paris de 1995, a Saab AB e a British Aerospace anunciaram a formação da joint-venture "Saab-BAe Gripen AB", com o objetivo de adaptar, fabricar, comercializar e apoiar o Gripen em todo o mundo. O acordo envolveu a conversão dos modelos A e B para os modelos C e D, o que adequou o Gripen com os padrões da Organização do Tratado do Atlântico Norte (OTAN). Esta cooperação foi ampliada em 2001, com a formação da "Gripen International" para promover as vendas de exportação. Em dezembro de 2004, foi anunciado que a BAE venderia uma grande parte da sua participação na Saab e que a mesma assumiria a total responsabilidade pela comercialização e exportação de pedidos do Gripen. Em junho de 2011, a Saab anunciou que uma investigação interna revelou atos de corrupção feitos pela BAE Systems, incluindo uma transferência suspeita de 24 milhões de rands para uma consultoria na África do Sul.
Em 26 de abril de 2007, a Noruega assinou um acordo no valor de 150 milhões de kroners com a Saab para cooperar no programa de desenvolvimento do Gripen. Em junho do mesmo ano, a Saab realizou um acordo com a Thales Norway A/S para o desenvolvimento de sistemas de comunicação para o Gripen. Como resultado do vazamento das mensagens diplomáticas dos Estados Unidos em 2010, foi revelado que os diplomatas daquele país estavam preocupados com a cooperação entre a Noruega e a Suécia no desenvolvimento do Gripen e tentaram exercer uma pressão contra a compra da aeronave pela Noruega.
Em dezembro de 2007, como parte da divulgação da Gripen International na Dinamarca, um acordo foi assinado com a Terma A/S, o que permitiu participar de um programa de cooperação industrial nos próximos quinze anos. O valor total do programa foi estimado em mais de dez bilhões de kroners e o contrato estava vinculado com a aquisição do Gripen pela Força Aérea Dinamarquesa.

### Controvérsias, escândalos e custos
O Saab 37 Viggen, apesar de ser menos avançado tecnologicamente e mais barato, havia sido criticado por ocupar grande parte do orçamento militar da Suécia em 1971. No Partido Social da Suécia, maior parte do Parlamento em 1973, uma moção foi aprovada para impedir futuros projetos de aviões militares no país. Em 1982, o projeto Gripen foi aprovado no Parlamento por 176 votos a favor e 167 votos contra, onde todos os membros do Partido Social-Democrata votaram contra a proposta. Um novo orçamento foi apresentado em 1983 e aprovado em abril de 1983, com a condição de que o projeto deveria ter um contrato de preço fixo pré determinado, uma decisão que mais tarde seria criticada devido ao excesso de custos.
De acordo com a economista sueca Annika Brändström, após os acidentes ocorridos com os protótipos o Gripen perdeu credibilidade e enfraqueceu sua imagem pública. Houve especulações de que falhas descobertas no primeiro acidente contribuíram diretamente para o segundo acidente e, portanto, foram evitáveis. Brändström observou que os veículos da mídia pediram maior responsabilidade pública por parte da Saab. O governo rapidamente aumentou o apoio ao Gripen, através do seu Ministro da Defesa Anders Björck. Em conexão com os esforços de marketing do projeto, incluindo em países como a África do Sul, Áustria, Chéquia e Hungria, foram apresentados relatórios de corrupção generalizada pela joint-venture entre a British Aerospace (BAE) e a Saab AB. Em 2007, jornalistas suecos informaram que a BAE pagou subornos equivalentes a milhões de dólares. Na sequência de investigações criminais em oito países, apenas uma pessoa foi processada, o lobista austríaco da BAE Systems Alfons Mensdorf-Pouilly, por suborno. O escândalo abalou a reputação internacional do Gripen, da British Aerospace, da Saab e da Suécia.
Em 2008, a Saab anunciou uma redução nos lucros daquele ano, atribuído ao aumento dos custos de venda da aeronave. No mesmo ano, a fabricante contestou os cálculos de custo da Noruega para o Gripen NG como superestimados e muito acima dos seus concorrentes. Em 2007, um relatório do Instituto de Estudos de Segurança da União Europeia afirmou que os custos totais de pesquisa e desenvolvimento do Gripen foram de 1,84 bilhão de euros. De acordo com um estudo do Jane's Information Group em 2012, o custo operacional do Gripen foi o mais baixo entre vários caças modernos, estimado em 4 700 dólares por hora de voo. O Ministério da Defesa sueco estimou o custo do pedido que incluiu sessenta aviões dos modelos E e F em noventa bilhões de kroners, entregues entre 2013 e 2042. As Forças Armadas da Suécia estimaram que a manutenção de cem aviões dos modelos C e D até 2042 custaria sessenta bilhões de kroner, enquanto a compra de aeronaves de um fornecedor estrangeiro custaria 110 bilhões.

### Novos desenvolvimentos

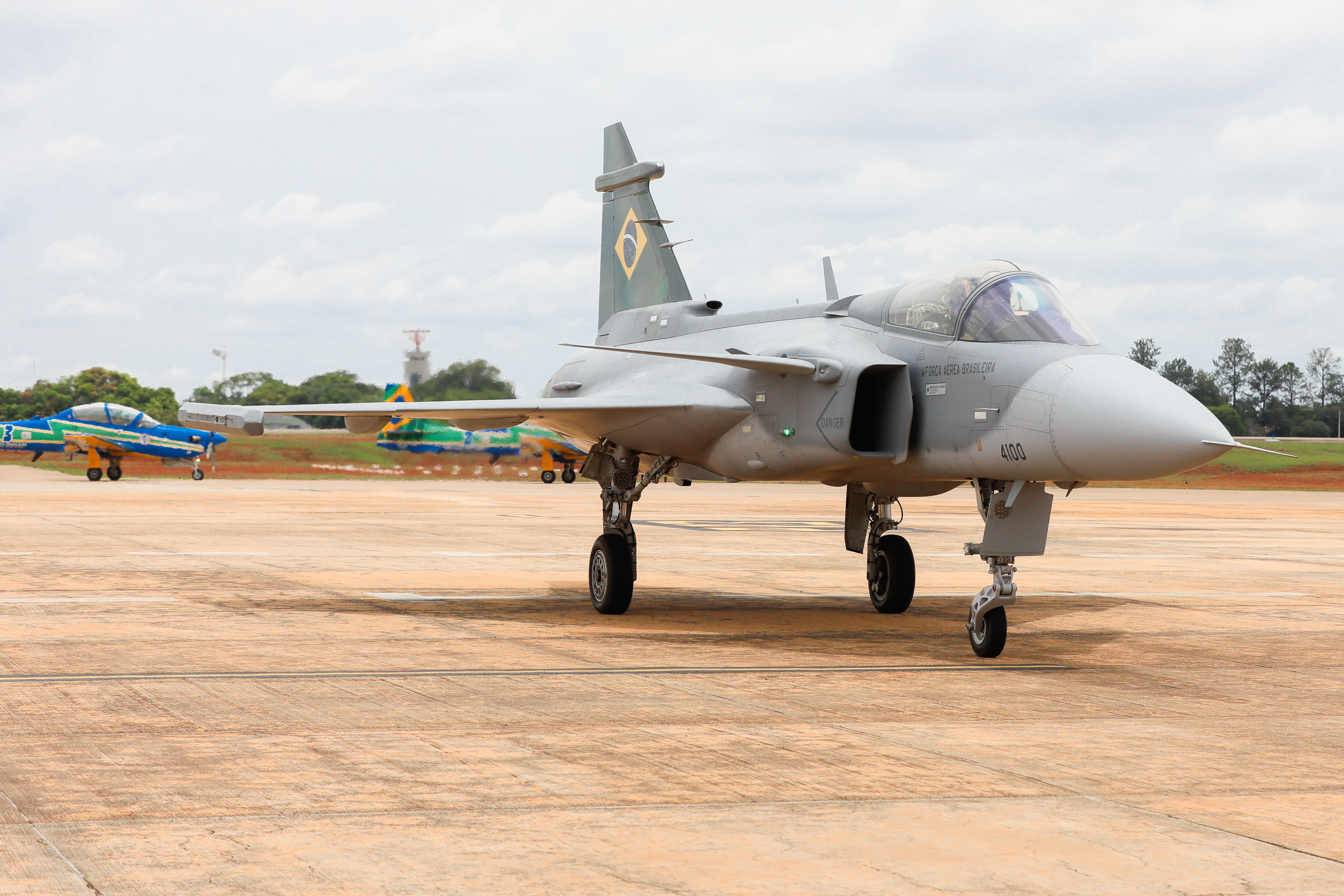
Saab Gripen E em Brasília.

Um avião com dois assentos, inicialmente designado "Gripen Demo", foi projetado em 2007 como um teste para próximas atualizações. Foi motorizado pelo General Electric F414G, semelhante ao utilizado no Boeing F/A-18E/F Super Hornet. O peso máximo de decolagem do Gripen NG aumentou de 14 000 para 16 000 quilogramas, a capacidade de combustível interna foi aumentada em 40%, após deslocar o trem de pouso, o que também permitiu adicionar dois pilones na parte inferior da fuselagem. Seu raio de combate era de 1 300 km (810 mi) em condições normais de operação. O radar PS-05 foi substituído pelo novo modelo ES-05, um radar de varredura eletrônica ativa (RVEA), baseado no radar Vixen, fabricado pela Finmeccanica. O primeiro voo do Gripen Demo foi realizado em 27 de maio de 2008. Em 21 de janeiro de 2009, o Gripen Demo voou na velocidade de 1,2 Ma (1 500 km/h), para testar sua capacidade como supersônico. O Gripen Demo serviu de base para o Gripen E/F, também conhecido como Gripen NG (Next Generation) e MS (Material Standard).
A Saab estudou uma variante do Gripen capaz de operar a partir de porta-aviões na década de 1990. Em 2009, lançou o projeto Sea Gripen, em resposta ao pedido da Índia de informações sobre uma aeronave de caça para transporte em porta-aviões. O Brasil também seria um potencial operador de um caça com esta configuração. Após uma reunião com funcionários do Ministério da Defesa do Reino Unido em maio de 2011, a Saab concordou em estabelecer um centro de desenvolvimento naquele território, para expandir o desenvolvimento do Sea Gripen. Em 2013, Lennart Sindahl, representante da Saab, afirmou que o desenvolvimento de uma versão do Gripen E capaz de voar sem tripulantes estava sendo estudada. Em 24 de outubro de 2014, o governo brasileiro assinou o contrato de compra de 36 caças Gripen NG, com possibilidade futura de ter variantes adaptadas para operação naval.
Em 2010, a Suécia concedeu à Saab um contrato de quatro anos para melhorar o radar do Gripen e outros equipamentos, integrar novos armamentos e reduzir seus custos operacionais. Em junho de 2010, o fabricante declarou que a Suécia planejava encomendar o Gripen NG, designado como JAS 39E/F, e que estava planejado para entrar em serviço em 2017. Em 25 de agosto de 2012, após a intenção da Suíça de comprar 22 aeronaves das variantes E/F, a Suécia anunciou que planejava comprar de quarenta a sessenta aeronaves do mesmo modelo. O governo sueco decidiu comprar sessenta aviões Gripen JAS 39E/F em 17 de janeiro de 2013.
Em julho de 2013, teve início a montagem final do primeiro protótipo. Inicialmente, sessenta aviões do modelo C deveriam ser adaptados aos modelos E até 2023, mas isso foi revisado para a construção de novos modelos E, com algumas peças reutilizadas do modelo C. A primeira aeronave de produção teve previsão de entrega para 2018. Em março de 2014, a Saab revelou o projeto detalhado e afirmou que planejava receber a certificação de voo no início de 2018. O primeiro Gripen E foi apresentado ao público em 18 de maio de 2016. A Saab atrasou o primeiro voo para 2017, para se concentrar na certificação do software da aeronave, mas os testes de taxiamento em alta velocidade iniciaram-se em dezembro de 2016 Em 15 de junho de 2017, a Saab completou o primeiro voo do Gripen E, que teve a duração de quarenta minutos.

## Design

### Visão geral

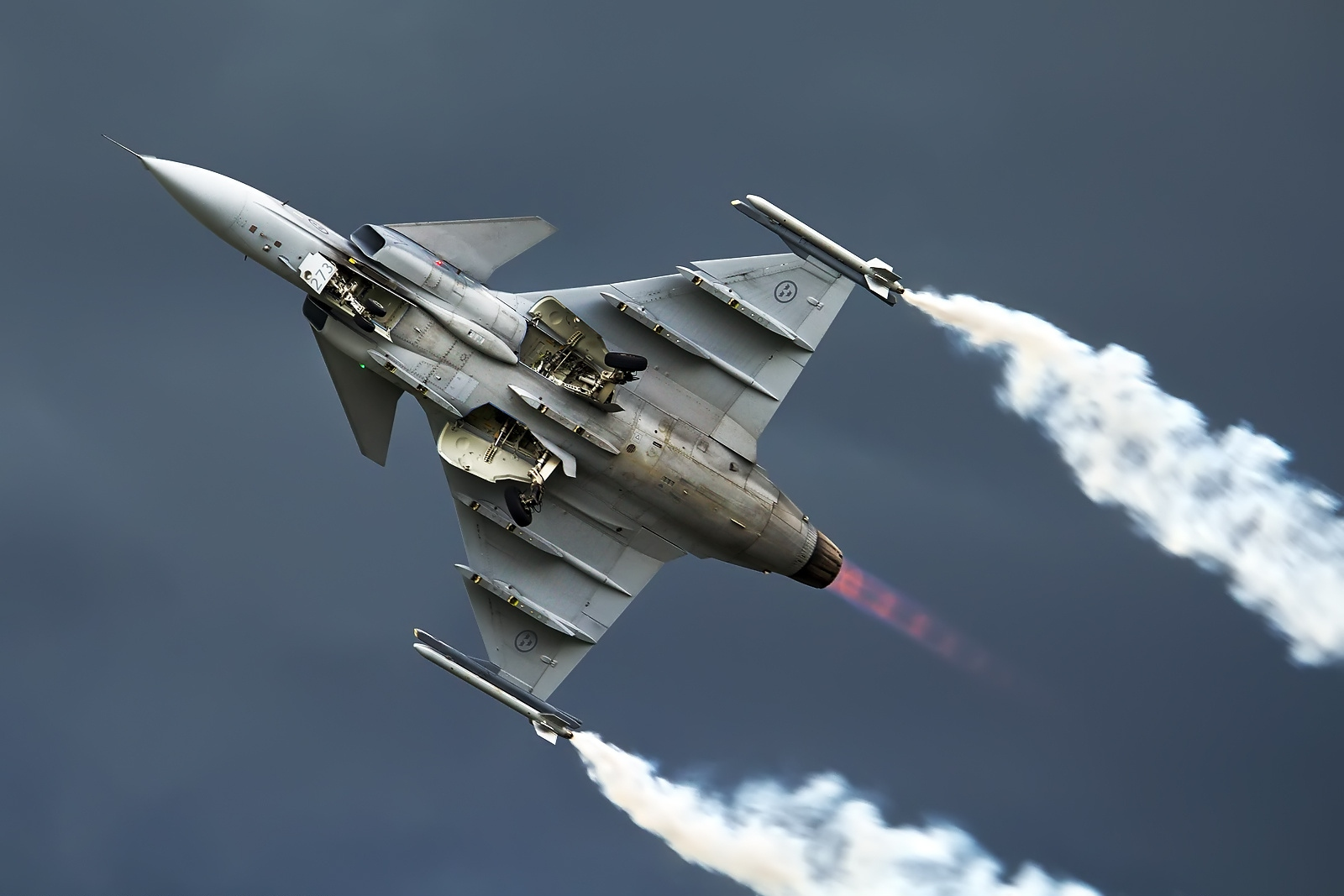
Gripen durante demonstração em 2012

O Gripen é um caça multiuso, com aviónica avançada e adaptável para diferentes missões. Possui canards que, trabalhando com os elevadores, ajustam-se em altas velocidades, aumentando o arrasto induzido. Emprega controles de voo fly-by-wire, o que ajuda a estabilizar o avião, melhora a manobrabilidade e reduz o arrasto. O Gripen também tem bom desempenho de decolagem em pistas curtas. Um par de freios semelhantes aos spoilers estão localizados ao lado da fuselagem traseira. Os canards também se inclinam para baixo e atuam como freios para diminuir a distância de pouso. Pode voar em um ângulo de ataque de até 80 graus.
Para permitir que o Gripen tenha muitos anos de operação, cerca de cinquenta anos, a Saab o projetou de modo que tivesse requisitos e custos de manutenção baixos. Os principais sistemas, como o motor RM12 e o radar PS-05/A são modulados para reduzir o custo operacional e aumentar a confiabilidade. O Gripen foi projetado para ser flexível, de modo que os sensores, computadores e armamentos recentemente desenvolvidos possam ser integrados à medida que a tecnologia avança. A composição dos componentes do avião é 67% proveniente de fornecedores suecos ou europeus e 33% dos Estados Unidos.
Um aspecto fundamental do programa é que a Saab deseja enfatizar acordos de transferência de tecnologia e parcerias industriais com clientes de exportação. O Gripen é personalizado conforme os requisitos do cliente. Várias empresas sul-africanas fornecem componentes e sistemas para os Gripens operados pela Força Aérea da África do Sul. Os operadores também têm acesso ao código-fonte e documentação técnica do Gripen, permitindo que atualizações e novos equipamentos sejam facilmente integrados. Alguns clientes de exportação pretendem realizar a montagem final do Gripen no próprio país, como a fabricante brasileira Embraer, para que produza os aviões da Força Aérea Brasileira e de outros países.

### Aviônicas e sistemas

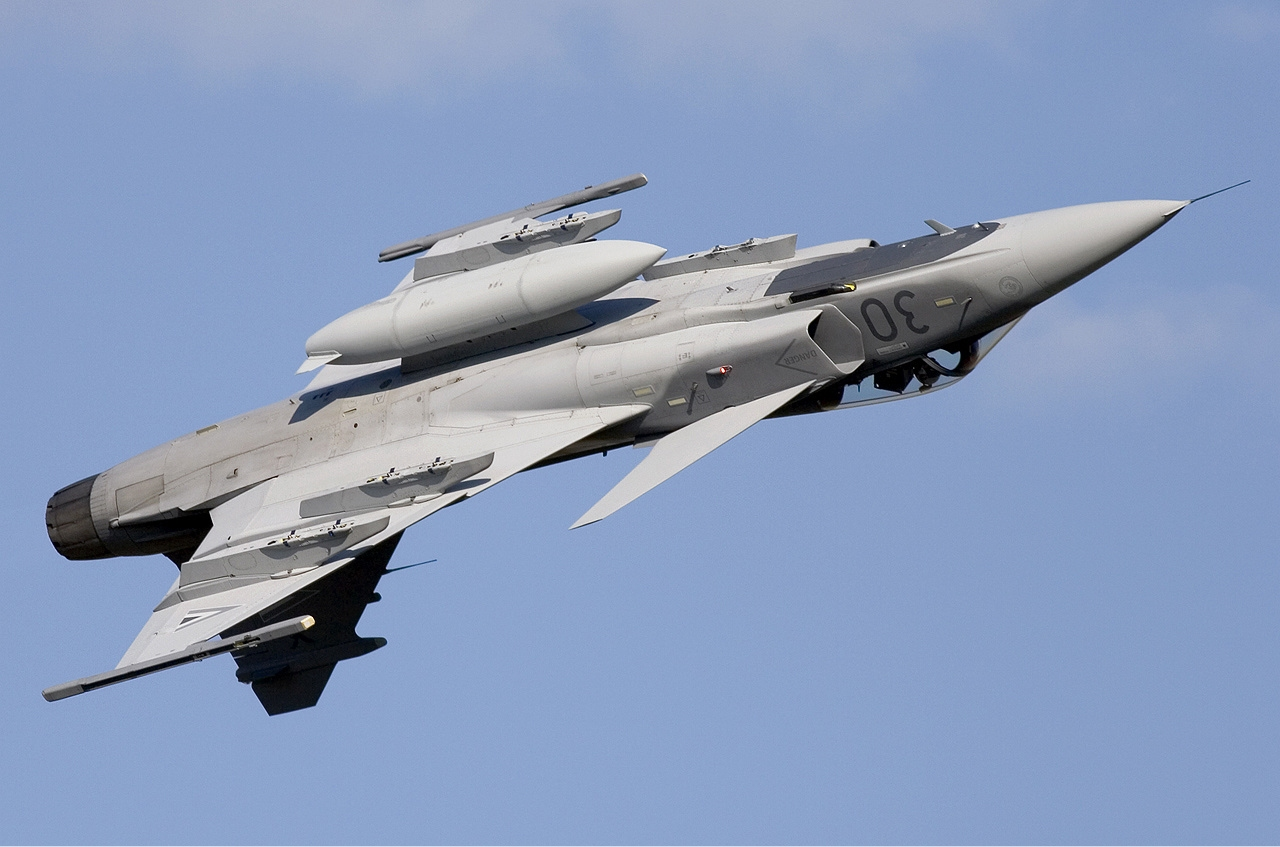
Um JAS-39C da força aérea húngara.

Toda a aviónica do Gripen é totalmente integrada usando cinco barramentos de dados digitais que atendem a norma MIL-STD-1553-B. A integração total da aviónica torna o Gripen uma aeronave programável, permitindo que as atualizações de software sejam introduzidas ao longo do tempo para aumentar o desempenho e permitir funções e equipamentos operacionais adicionais. A linguagem de programação Ada foi adotada para o Gripen, sendo utilizada para os controles de voo primários em todas as aeronaves produzidas a partir de 1996. O software do avião está sendo continuamente aprimorado para adicionar novas capacidades, em comparação com o Viggen, que foi atualizado em intervalos de dezoito meses.
Grande parte dos dados gerados a partir dos sensores integrados e pela atividade do cockpit são gravados digitalmente durante o voo. Essas informações podem ser repetidas no cockpit ou extraídas para análise detalhada, utilizando uma unidade de transferência de dados, que também pode ser utilizada para inserir dados do voo na aeronave. O Gripen, como o Viggen, foi projetado para operar como um componente de um sistema de defesa nacional, o que permite a troca automática de informações em tempo real entre o avião e as instalações em terra. De acordo com a Saab, o Gripen apresenta o banco de dados mais desenvolvido do mundo. O sistema de navegação tática Ternav combina informações de vários sistemas de bordo, como o computador de voo, o radioaltímetro e o GPS para calcular continuamente a localização do Gripen.
O Gripen entrou em serviço utilizando o radar de banda X PS-05/A , desenvolvido pela Ericsson e GEC-Marconi, baseado no radar Blue Vixen equipado no BAE Sea Harrier, que também serviu de base para o radar CAPTOR, utilizado no Eurofighter Typhoon. O radar meteorológico pode localizar e identificar alvos a 120 km (74,6 mi) de distância, e controlar automaticamente diversos alvos no solo, no mar ou no ar. Ele pode orientar vários ataques que estão além do alcance visual com mísseis ar-ar em vários alvos simultaneamente. A Saab afirmou que o PS-05/A pode orientar todos os tipos de missões de defesa aérea, ar-terra e reconhecimento, e está desenvolvendo uma atualização do Mark 4 para o radar. A versão Mark 4 tem um aumento de 150% nas faixas de detecção de mísseis ar-ar de alta altitude, detecção e rastreamento de alvos menores nas mesmas altitudes, melhoria de 140% na detecção de mísseis ar-ar em baixa altitude, e integração completa de armamento moderno, como os mísseis AIM-120 AMRAAM, AIM-9 Sidewinder e MBDA Meteor.
O Gripen E/F utilizará um novo radar de varredura eletrônica ativa Raven ES-05, baseado no radar Aix Vixen da Finmeccanica. Entre outras melhorias, o novo radar deve ser capaz de escanear uma área consideravelmente maior. Além disso, o novo Gripen tem o sensor de busca e rastreamento infravermelho Skyward-G, que é capaz de detectar passivamente as emissões térmicas dos alvos aéreos e terrestres nas proximidades da aeronave. Os sensores do Gripen E são desenvolvidos para detectar alvos de baixo nível de radar (RCS).

### Cockpit

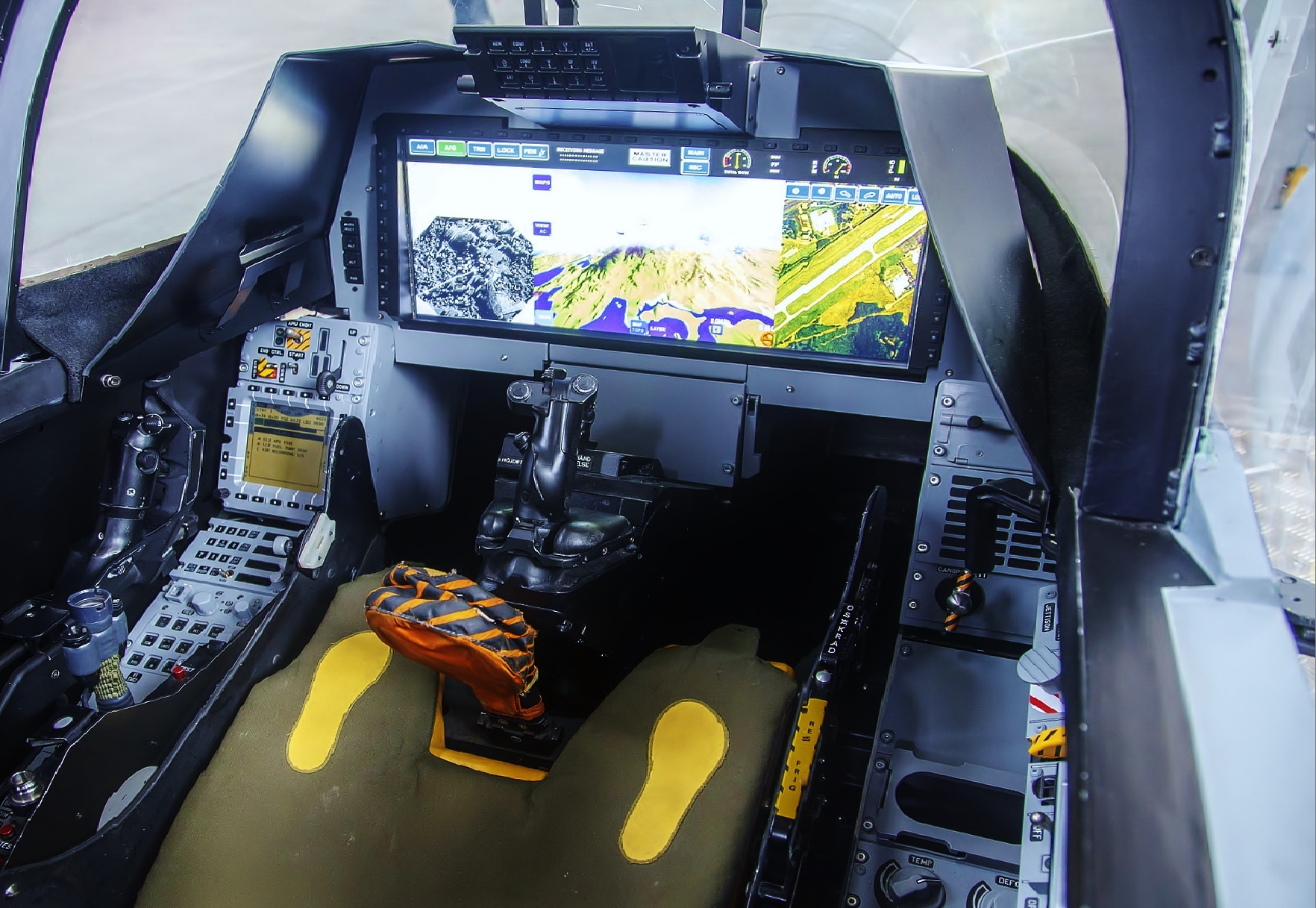
Painel do Gripen E/F

Os controles de voo primários são baseados no modelo "Hands On Throttle-and-Stick" ("Mãos no Manete e Manche"), o manche montado centralmente, além de pilotar a aeronave, também controla as telas do cockpit e os sistemas de armas. O sistema digital fly-by-wire é utilizado nos controles de voo do Gripen, com um manete de empuxo para controlar a aceleração dos motores. Podem ser acessadas funções adicionais, como dados de comunicações, navegação e apoio à missão, através do painel de controle frontal, acima da tela central do cockpit. O Gripen possui o sistema de telas do cockpit EP-17, Desenvolvido pela Saab para fornecer aos pilotos um alto nível de consciência situacional e reduzir a carga de trabalho do piloto, através do gerenciamento inteligente de informações. O Gripen possui uma capacidade de fusão de sensores; a informação de sensores e bancos de dados integrados é combinada, analisada automaticamente, e os dados úteis são apresentados ao piloto através do head up display (HUD) de exibição de campo, três grandes monitores multifunções e opcionalmente, um sistema de exibição montado no capacete.
Dos três displays multifunções (MFD), a tela central é para dados de navegação e missão, a tela à esquerda mostra o status da aeronave e informações pertinentes, e a tela à direita mostra as informações dos sensores e informações de controle. Em variantes de dois assentos, as telas do assento traseiro podem ser operadas independentemente da exibição do piloto no banco dianteiro, a Saab realizou esta mudança para ser útil durante missões de reconhecimento, já que, ao mesmo tempo em que um dos pilotos comanda a aeronave, o outro controla as atividades. Em maio de 2010, a Suécia começou a equipar seus Gripens com os novos sistemas de computador de bordo adicionais e os novos displays. As telas são intercambiáveis e projetadas para redundância, pois, em caso de falha, informações de voo podem ser apresentadas em qualquer um dos monitores.
A Saab e a BAE Systems desenvolveram o Cobra HMDS (Helmet-mounted display system – "Sistema de visualização montado no capacete") para uso no Gripen, com base no Striker HMDS utilizado no Eurofighter. Até 2008, o Cobra HMDS estava totalmente integrado em aviões operacionais, e está disponível como opção para clientes de outros países, além de ser adaptado para os Gripens suecos e sul-africanos mais antigos. O HMDS fornece controle e informações sobre dados de sensores e parâmetros de voo, e está opcionalmente equipado para operações noturnas. Todas as conexões entre o HMDS e o cockpit foram projetadas para desprendimento rápido, para uso seguro do sistema de ejeção.

### Motores

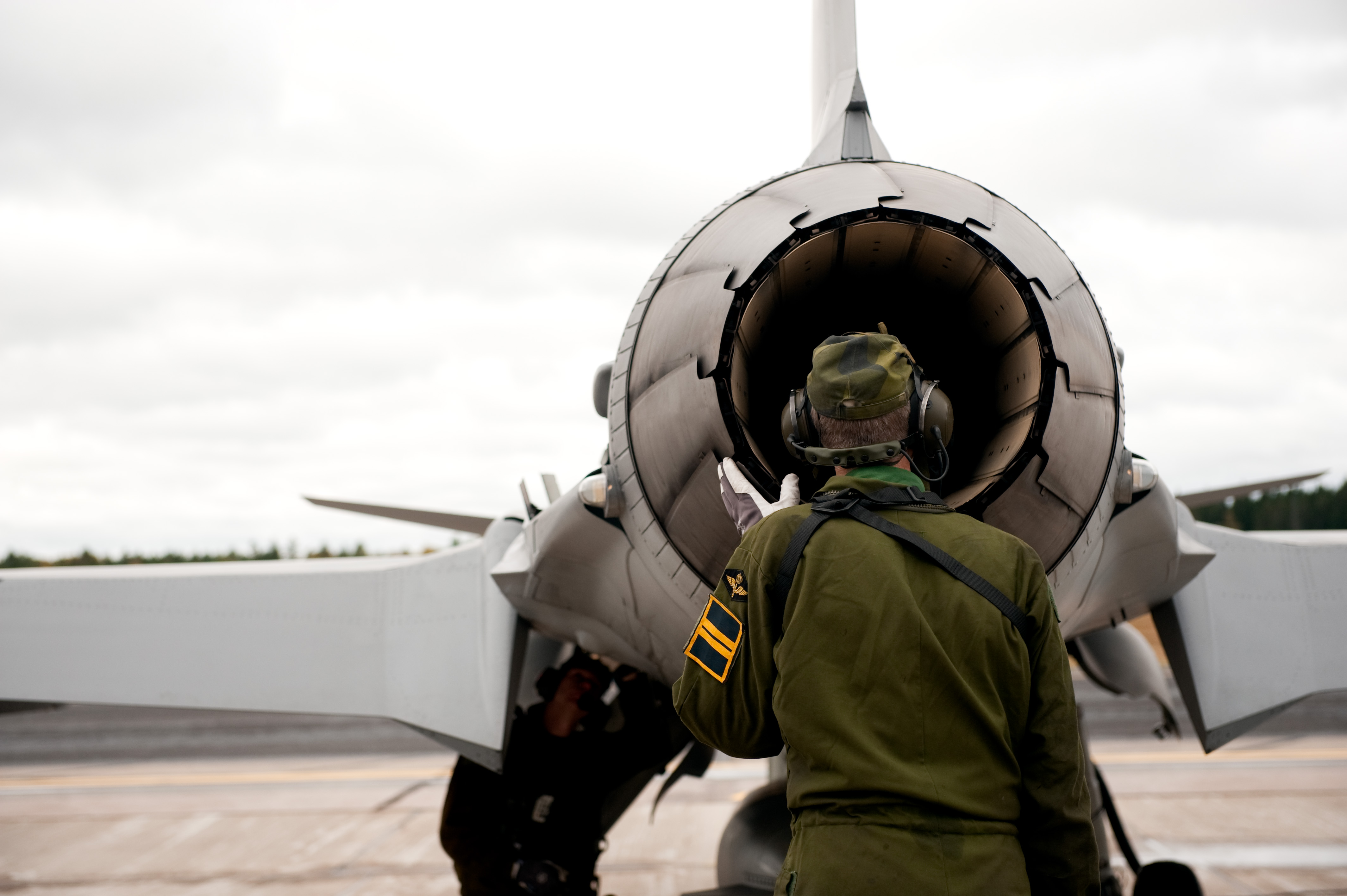
Inspeção visual em um motor do Gripen

Todos os aviões em serviço a partir de janeiro de 2014 são equipados com um motor turbofan Volvo RM12, um derivado do General Electric F404, fabricado sob licença, alimentado por um duto em formato de "Y" com placas separadoras, as mudanças incluem o aumento do desempenho e a confiabilidade aprimorada para atender aos critérios de segurança do uso monomotor, bem como uma maior resistência aos incidentes de colisão com aves. Vários sistemas e componentes também foram reprojetados para reduzir as demandas de manutenção. Em novembro de 2010, o Gripen acumulou mais de 143 mil horas de voo sem nenhuma falha ou incidente relacionada aos motores. Rune Hyrefeldt, chefe do gerenciamento do Programa Militar da Volvo Aero, declarou que era um recorde único para aeronaves monomotoras.
As variantes Gripen E/F, em desenvolvimento, utilizarão o motor F414G, uma variante do General Electric F414. O F414G produz um empuxo 20% maior do que o motor RM12, permitindo que o Gripen mantenha a velocidade do som sem o uso de pós-combustores a uma velocidade de 1,1 Ma (1 400 km/h), com uma carga de mísseis de combate ar-a-ar. Em 2010, a Volvo Aero afirmou que poderia ser desenvolvida uma nova versão do RM12 que combinasse com o desempenho do F414G, e afirmou que o desenvolvimento do RM12 seria uma opção menos dispendiosa. Antes da seleção do F414G, o Eurojet EJ200 também foi considerado.

### Equipamentos e armamentos
O Gripen pode utilizar vários modelos de armamentos diferentes, como o canhão automático Mauser BK-27 de 27 mm, e mísseis ar-ar, como o AIM-9 Sidewinder, mísseis ar-terra, como o AGM-65 Maverick e mísseis antinavio, como o RBS-15. Em 2010, os Gripens da Força Aérea Sueca passaram por um processo de atualização, com a instalação de novos armamentos, incluindo o míssil de longo alcance MBDA Meteor, o míssil de curto alcance IRIS-T e a bomba guiada GBU-49. O diretor de campanhas da Saab na Índia, Edvard de la Motte, afirmou que os clientes poderão utilizar armamentos de todo o mundo no avião.
Em voo, o Gripen pode transportar até 13 330 lb (6 050 kg) de armamentos e outros equipamentos, incluindo sensor externo para reconhecimento e designação de alvo, como o Litening, da empresa israelense Rafael Systems e o sistema de reconhecimento modular da Saab. Um sistema de alerta de aproximação de mísseis detecta e rastreia sinais de mísseis recebidos. Em novembro de 2013, foi anunciado que a Saab instalaria o bloqueador ativo BriteCloud. Em junho de 2014, um novo modelo de míssil defensivo, realizou seu voo de teste no Gripen.
A Saab apresenta o Gripen como uma aeronave capaz de exercer diversas funções ao mesmo tempo, afirmando que pode-se alternar as funções apenas ao pressionar um botão, sendo otimizado pelo computador em resposta a novas situações e ameaças. O Gripen está equipado para utilizar uma série de padrões e sistemas de comunicação diferentes, incluindo o rádio SATURN, Link-16, ROVER e conexões com satélites. Os equipamentos para realizar missões de longo alcance, como a sonda de reabastecimento aéreo e sistema de oxigênio a bordo, foram integrados a partir das versões C e D.

### Uso e manutenção

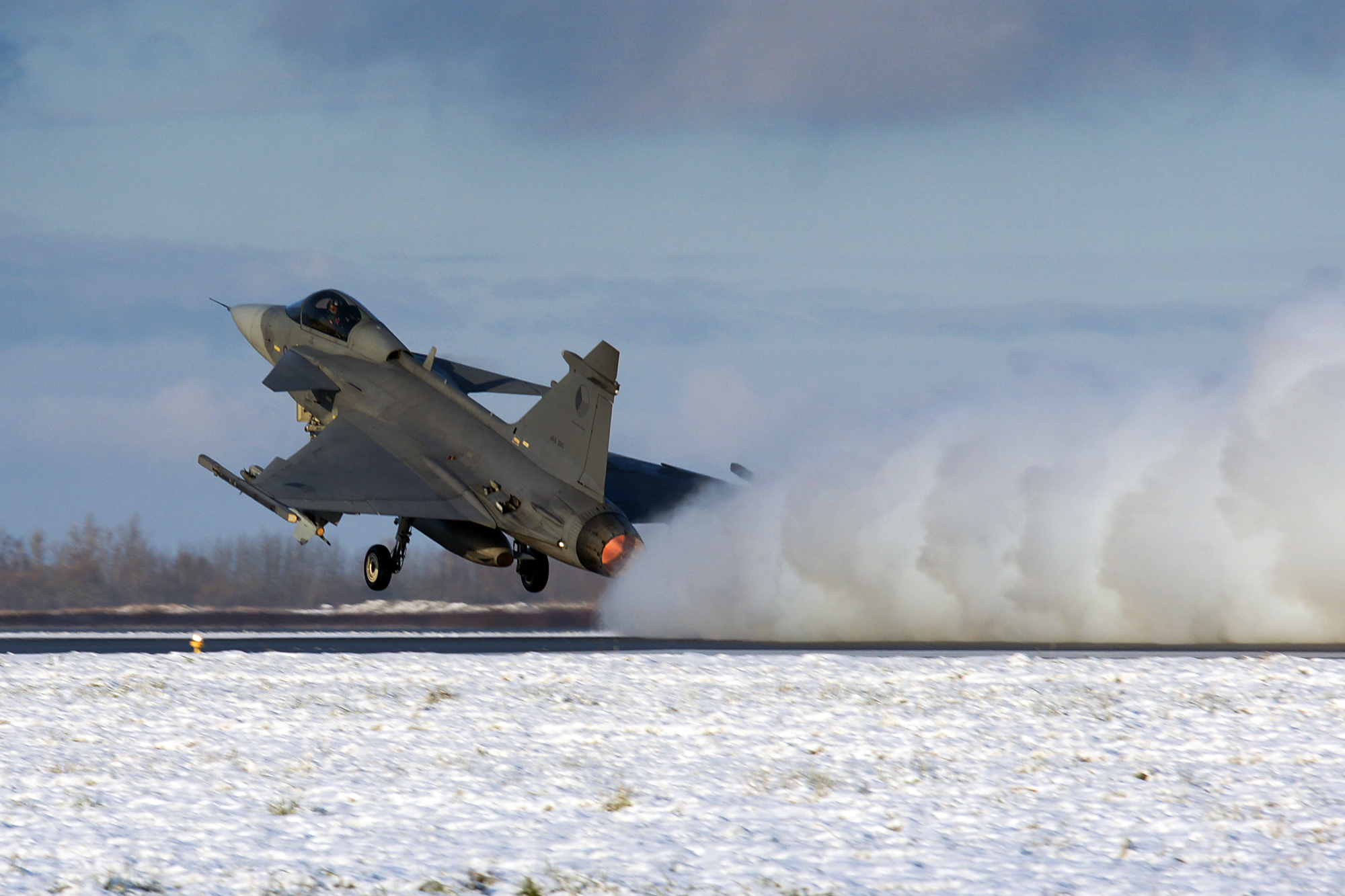
Gripen durante decolagem em condições de neve.

Durante a Guerra Fria, as Forças Armadas da Suécia estavam prontas para se defender contra uma possível invasão. Isto exigiu que os aviões de combate se espalhassem para manter uma capacidade de defesa aérea. Assim, um dos principais objetivos durante o desenvolvimento do Gripen foi a capacidade do avião de decolar de pistas de pouso cobertas de neve em apenas oitocentos metros. Além disso, o tempo no qual uma equipe pode rearmar, reabastecer e realizar inspeções básicas e serviços gerais para o avião retornar ao voo é de dez minutos.
Durante o processo de desenvolvimento, outro objetivo foi fazer com que a aeronave tivesse uma manutenção simples e com poucos custos. As aeronaves estão equipadas com um sistema de monitoramento de uso e danos, que monitora o desempenho de vários sistemas e fornece informações aos técnicos para auxiliar na manutenção. O fabricante opera um programa de melhoria contínua do avião, utilizando as informações deste e de outros sistemas. De acordo com a Saab, o Gripen fornece custos de operação 50% menores do que o seu concorrente.
Um estudo de 2012 da "Jane's Aerospace and Defense Consulting" comparou os custos operacionais de uma série de aviões de combate, mostrando que o Gripen tem o custo mais baixo de operação por hora de voo, melhor eficiência em relação ao consumo de combustível, preparações e reparos antes do voo e manutenção programada para o aeroporto, com os custos de equipe. O Gripen tem um custo por hora de voo estimado de 4 700 dólares, enquanto seu concorrente direto, o General Dynamics F-16, tem um custo cerca de 49% maior, de 7 mil dólares.

## Histórico operacional

### Suécia

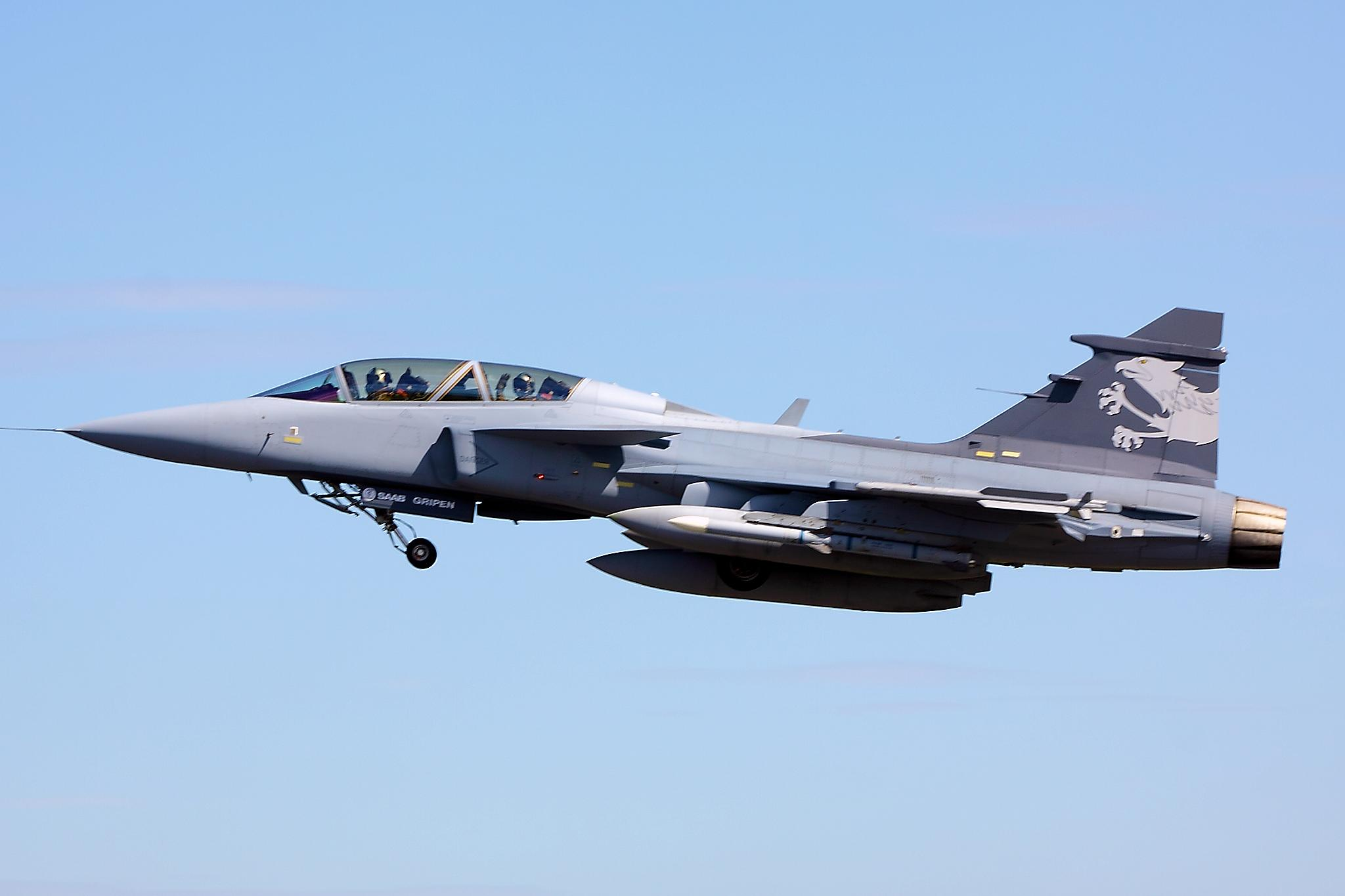
JAS 39B da Força Aérea Sueca em Fairford.

Inicialmente, a Força Aérea da Suécia fez um pedido para 204 aviões, divididos em três lotes. A primeira entrega ocorreu em 8 de junho de 1993, quando o avião foi entregue à Flygvapnet durante uma cerimônia em Linköping. A última entrega do primeiro lote ocorreu em 13 de dezembro de 1996. A primeira entrega do segundo lote foi em 19 de dezembro de 1996.
O Gripen entrou em serviço com o esquadrão "F-7 Wing" (F-7 Skaraborgs Flygflottilj, em sueco) em 1 de novembro de 1997. O último avião do terceiro lote foi entregue à Suécia em 26 de novembro de 2008. O custo dos aviões ficou 10% menor do que o acordado, colocando o custo da aeronave abaixo de trinta milhões de dólares. Este lote de aviões foi equipado para reabastecimento em voo através dos Lockheed C-130 Hercules especialmente equipados. Em 2007, um programa foi iniciado para atualizar 31 aviões dos modelos JAS 39A/B para os modelos JAS 39C/D. A Suécia possuía 134 Gripens em serviço até janeiro de 2013. Em março de 2015, a Suécia recebeu o seu último avião atualizado.

### Chéquia

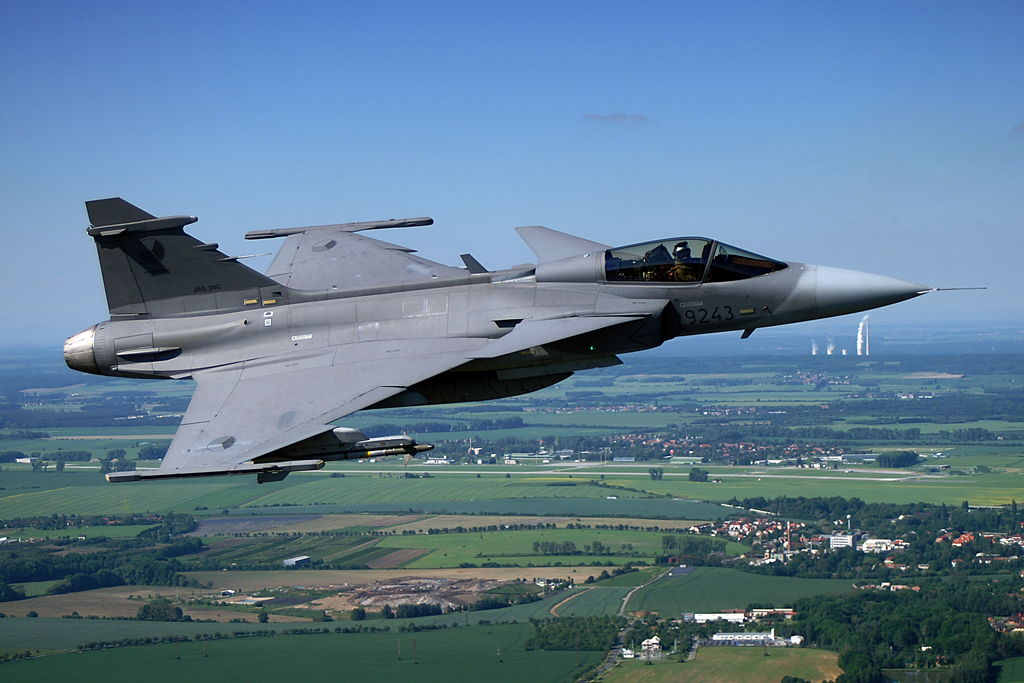
Gripen da Força Aérea da Chéquia durante voo em Čáslav.

Quando a Chéquia tornou-se um membro da Organização do Tratado do Atlântico Norte (OTAN) em 1999, foi necessário substituir os aviões Mikoyan-Gurevich MiG-21, construídos pela União Soviética, por aviões compatíveis com os padrões da OTAN. Em 2000, a Chéquia começou a avaliar uma série de aeronaves, incluindo o General Dynamics F-16, McDonnell Douglas F/A-18 Hornet, Dassault-Breguet Mirage 2000, Eurofighter Typhoon e o Gripen. Um dos principais critérios que foram avaliados era o de compensação industrial, fixado em 150% do valor de compra esperado. Em dezembro de 2001, após ter sido influenciado pelo generoso programa de financiamento e compensação da Gripen International, o governo checo anunciou que o Gripen havia sido selecionado. Em 2002, o acordo foi adiado até que as eleições parlamentares tivessem ocorrido. Meios alternativos de defesa aérea também foram estudados, incluindo o arrendamento de aviões.

### Hungria
Após a entrada da Hungria na Organização do Tratado do Atlântico Norte (OTAN) em 1999, o país foi obrigado a substituir seus aviões de combate para que se compatibilizasse com os padrões da OTAN. Foi considerado adquirir aviões usados, bem como substituir a frota MiG-29 do país. Em 2001, a Hungria recebeu ofertas de aeronaves novas e usadas de várias nações, incluindo a Suécia, Bélgica, Israel, Turquia e Estados Unidos. Embora o governo húngaro inicialmente considerou adquirir o General Dynamics F-16, em novembro de 2001 estava negociando um contrato de arrendamento de dez anos para doze aviões Gripen, com opção de compra dos aviões no final do contrato.

### África do Sul

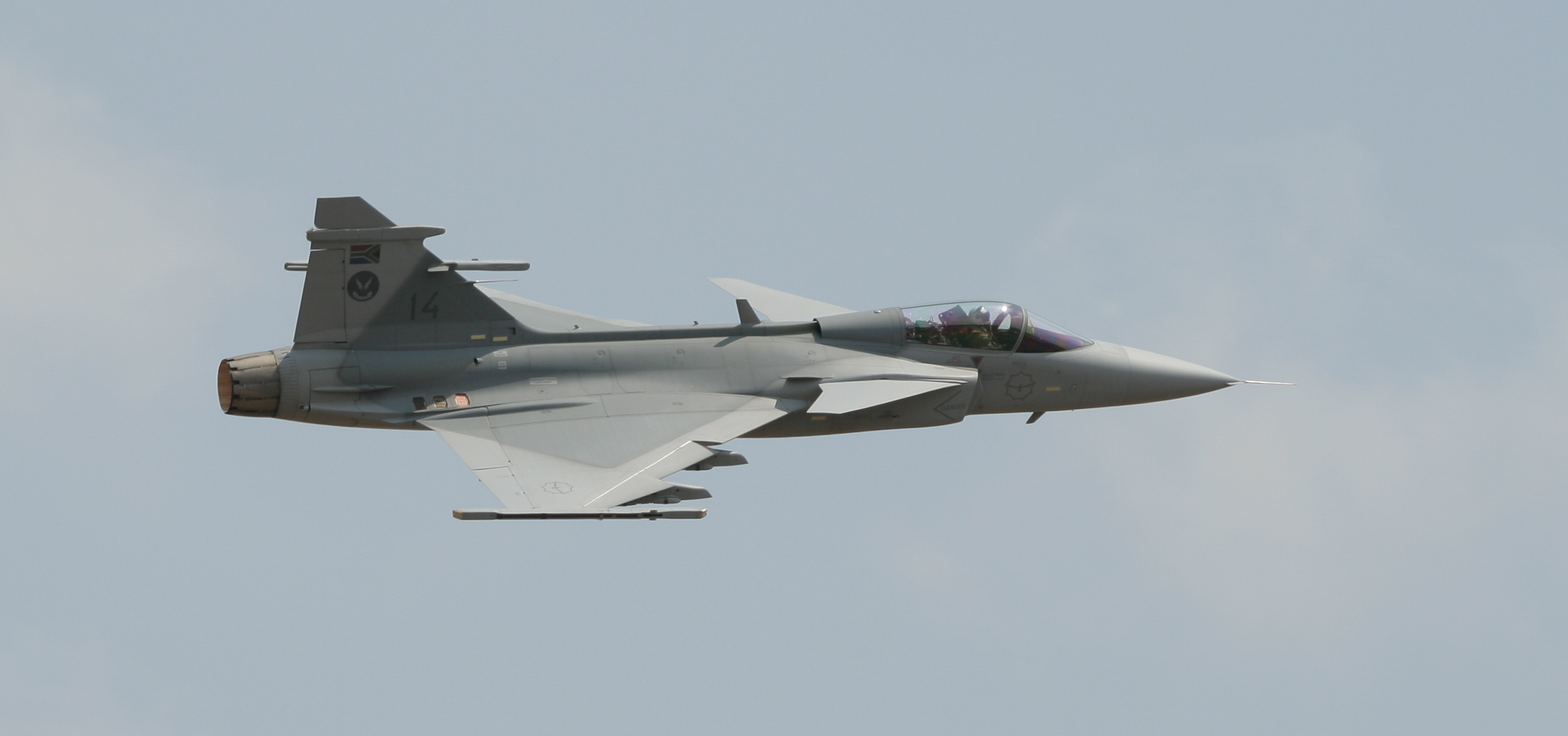
Gripen da Força Aérea da África do Sul em voo.

Em 1999, a África do Sul assinou um contrato com a Saab para a aquisição de 26 aviões dos modelos C/D com algumas modificações para atender aos seus requisitos. As entregas à Força Aérea da África do Sul iniciaram em abril de 2008. Em abril de 2011, dezoito aeronaves (nove de dois assentos e nove de um assento) foram entregues. Embora o estabelecimento de uma escola de treinamento para pilotos do Gripen na base da Força Aérea de Overberg estivesse em consideração, em julho de 2013 a Saab descartou a opção por falta de apoio do governo para a iniciativa, colocando em consideração a Tailândia, bem como a base aérea de Čáslav na Chéquia.

### Tailândia

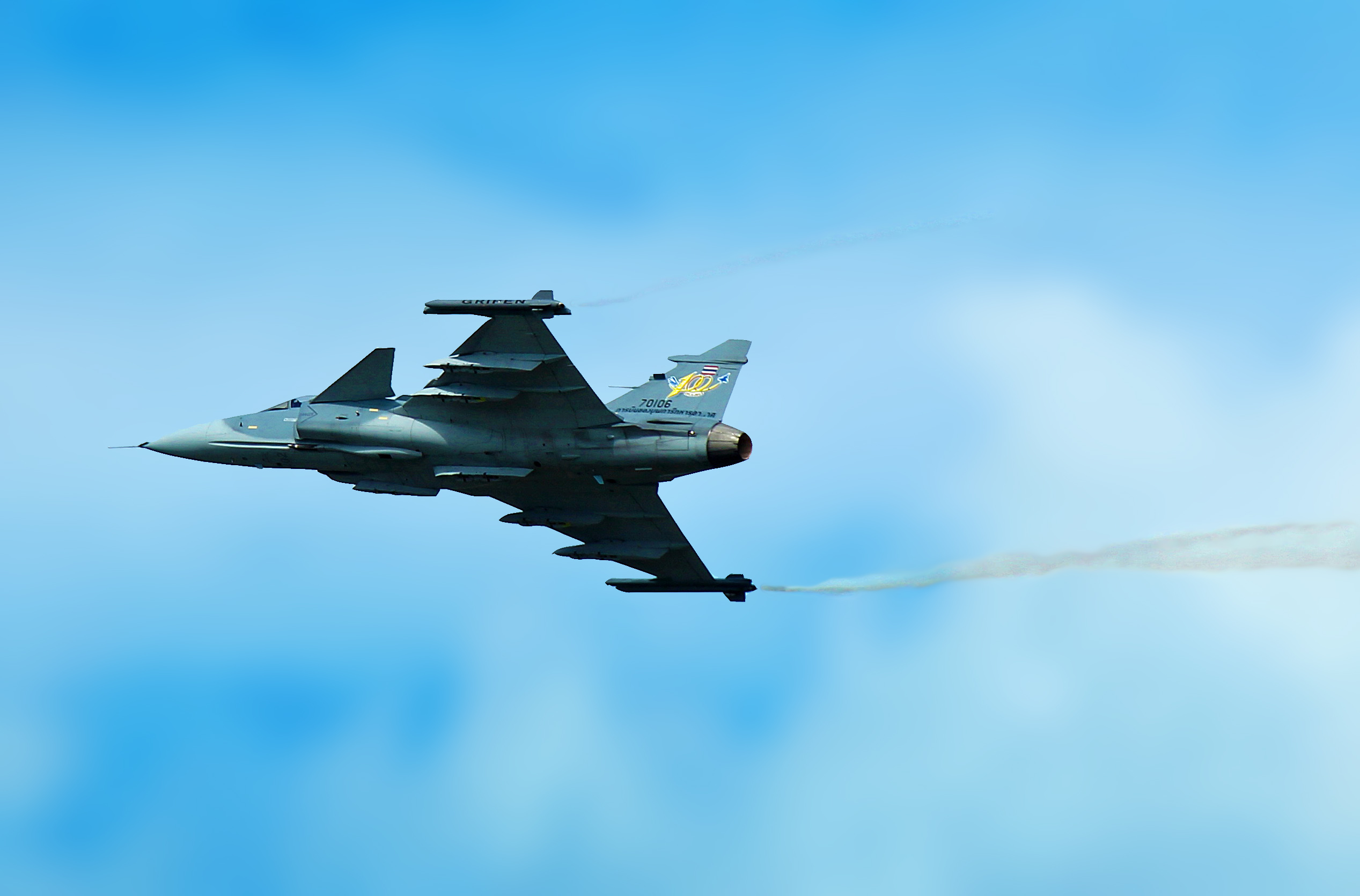
Gripen da Força Aérea Real Tailandesa.

Em 2007, o governo tailandês autorizou a Força Aérea Real Tailandesa a gastar até 34 bilhões de bahts (1,1 bilhão de dólares) para substituir a frota de Northrop F-5E Tiger II utilizados. Em fevereiro de 2008, a Força Aérea da Tailândia encomendou seis Gripens (dois aviões do modelo C com um assento e quatro aviões do modelo D com dois lugares), as entregas começaram em 2011. A Tailândia encomendou mais seis aviões do modelo C em novembro de 2010, as entregas começaram em 2013. O país ainda estudava encomendar mais quarenta aviões. Em 2010, anunciou a Base Aérea de Surat Thani como a principal base operacional do Gripen. O primeiro dos seis aviões foi entregue em 22 de fevereiro de 2011.

### Reino Unido
A Empire Test Pilots School (ETPS) do Reino Unido utiliza o Gripen para treinamento avançado de pilotos em jatos supersônicos desde 1999. Opera um avião do modelo D.

### Brasil
O primeiro voo da versão brasileira do F-39E Gripen ocorreu em 26 de agosto de 2019 nas instalações da Saab em Linköping, na Suécia. A primeira unidade foi entregue à Força Aérea Brasileira em 10 de setembro de 2019 para testes de voo. O F-39E desembarcou no Brasil no dia 20 de setembro de 2020, e em seguida foi transportado por via terrestre até o Aeroporto Internacional de Navegantes. No dia 24 de setembro decolou para a unidade da Embraer em Gavião Peixoto, no interior de São Paulo, para o programa de testes de sistemas de controle de voo, integração de armas, sistemas de comunicação e outros.
Os dois primeiros Gripen operacionais da FAB desembarcaram no dia 2 de abril de 2022 no Porto de Navegantes, e em seguida foram transportados por via terrestre até o Aeroporto Internacional de Navegantes. No dia 6 de abril decolaram em direção ao Centro de Ensaios em Voo do Gripen na unidade de Gavião Peixoto.
Outras duas aeronaves desembarcaram no Porto de Navegantes no dia 25 de setembro de 2022. Como aconteceu com os primeiros Gripen que chegaram de navio, após o desembarque os caças seguiram por rodovia até o Aeroporto Internacional de Navegantes. Após serem preparados para o voo de traslado para o Centro de Ensaios em Voo do Gripen, eles decolaram em direção à unidade de Gavião Peixoto.
No dia 19 de dezembro de 2022 uma cerimônia realizada na Base Aérea de Anápolis marcou o início das atividades operacionais dos caças F-39 Gripen (também conhecidos como Gripen E) pelo 1.° Grupo de Defesa Aérea (1º GDA).
No dia 5 de maio de 2023, chegaram de navio ao Porto de Navegantes mais dois caças F-39E Gripen da FAB. Na madrugada do dia seguinte foram rebocados até o Aeroporto de Navegantes. Os caças decolaram no dia 9 de maio de Navegantes para também integrarem o 1.° Grupo de Defesa Aérea (1º GDA).
A Saab e a Embraer inauguraram em 9 de maio de 2023 a linha de produção do caça Gripen E no Brasil, na unidade da Embraer em Gavião Peixoto, São Paulo. A inauguração representa um marco no programa de transferência de tecnologia e reafirma o compromisso das empresas com futuras parcerias. O evento contou com a presença do Presidente Luiz Inácio Lula da Silva, do Ministro da Defesa José Mucio Monteiro Filho, do Comandante da Aeronáutica Tenente-Brigadeiro Marcelo Kanitz Damasceno e de outras autoridades. A nova linha de montagem, única fora da Suécia, se soma ao Centro de Desenvolvimento (GDDN) e ao Centro de Ensaios em Voo (GFTC), consolidando o local como polo completo de desenvolvimento, produção e testes do Gripen no Brasil.
Entre os dias 4 e 8 de dezembro de 2023, o Departamento de Ciência e Tecnologia Aeroespacial (DCTA), realizou na Base Aérea de Anápolis (GO) a primeira fase da Avaliação Operacional (AVOP) contratual do F-39E.
No dia 11 de dezembro de 2023, chegou de navio ao Porto de Navegantes mais uma aeronave F-39E Gripen, matricula FAB 4107. Na madrugada do dia 13 de dezembro o caça foi rebocado até o Aeroporto de Navegantes. O caça decolou no dia 15 de dezembro de Navegantes para integrar o 1.° Grupo de Defesa Aérea (1º GDA).
Em janeiro de 2024, a aeronave FAB 4100, dedicada a testes, participou de uma série de exercícios em voo para testar o Infrared Search and Track (IRST), sensor passivo de detecção de alvo de longa distância.
Durante os meses de março e abril de 2024, a aeronave FAB 4100, realizou em Belém e Salinópolis, Pará uma campanha de testes de umidade e calor. O caça que pousou em Belém no dia 16 de março estava equipado com 2 mísseis IRIS-T nas pontas das asas.
No dia 23 de setembro de 2024, chegou de navio ao Porto de Navegantes mais uma aeronave F-39E Gripen, matricula FAB 4108. Após o desembarque, o caça foi rebocado na madrugada do dia seguinte até o Aeroporto Internacional de Navegantes. Após ser preparado o caça decolou no dia 26 de setembro de Navegantes para integrar o 1.° Grupo de Defesa Aérea (1º GDA). Este é o oitavo caça operacional entregue pela Saab à Força Aérea Brasileira. Outra aeronave FAB 4100, destinada ao programa de testes já foi entregue, totalizando até o momento 9 caças entregues de um total de 36. O primeiro caça Gripen E em produção no Brasil está na fase de montagem final da fábrica da Embraer, em Gavião Peixoto.
No dia 13 de outubro de 2024, cinco caças F-39 Gripen do Esquadrão Jaguar, com as aeronaves de número 4102, 4103, 4106, 4107 e 4108, chegaram na Base Aérea de Natal para o início do Exercício Cruzeiro do Sul (CRUZEX) 2024. A edição de 2024, programada para ocorrer de 3 a 15 de novembro na Base Aérea de Natal, reunirá 16 países, mais de 3.000 militares e cerca de 100 aeronaves, tanto brasileiras quanto estrangeiras.
Em fevereiro de 2025, a aeronave FAB 4100, realizou em Anápolis, Goiás uma campanha de testes em condições extremas com cargas externas. O objetivo dos testes era avaliar o desempenho do caça Gripen em condições adversas — calor de 32ºC, altitude de 1.100 metros e com carga total. A aeronave foi equipada com tanques extras de combustível e mísseis de curto e longo alcance. Foram realizadas 14 missões com simulações de pouso em pista curta e reabastecimentos rápidos. Inicialmente, os voos foram feitos sem carga, aumentando o peso progressivamente. Diferente de testes anteriores focados no impacto do clima, desta vez o foco foi no desempenho de voo e manobrabilidade.
O comandante da FAB, Tenente-Brigadeiro Marcelo Kanitz Damasceno, anunciou em 7 de maio de 2025 que o primeiro caça F-39 Gripen totalmente produzido no Brasil será entregue em novembro. A aeronave está sendo montada na Embraer, em Gavião Peixoto, como parte do contrato com a Saab firmado em 2014, que prevê 36 caças — 15 deles fabricados no país. O projeto marca um avanço na transferência de tecnologia entre Brasil e Suécia, capacitando profissionais brasileiros na produção de caças de última geração.
No dia 12 de junho de 2025, chegou de navio ao Porto de Navegantes mais uma aeronave F-39E Gripen, matricula FAB 4110. Na noite do dia 12 de junho o caça foi rebocado até o Aeroporto de Navegantes. O caça decolou no dia 17 de junho de Navegantes para integrar o 1.° Grupo de Defesa Aérea (1º GDA).

## Variantes

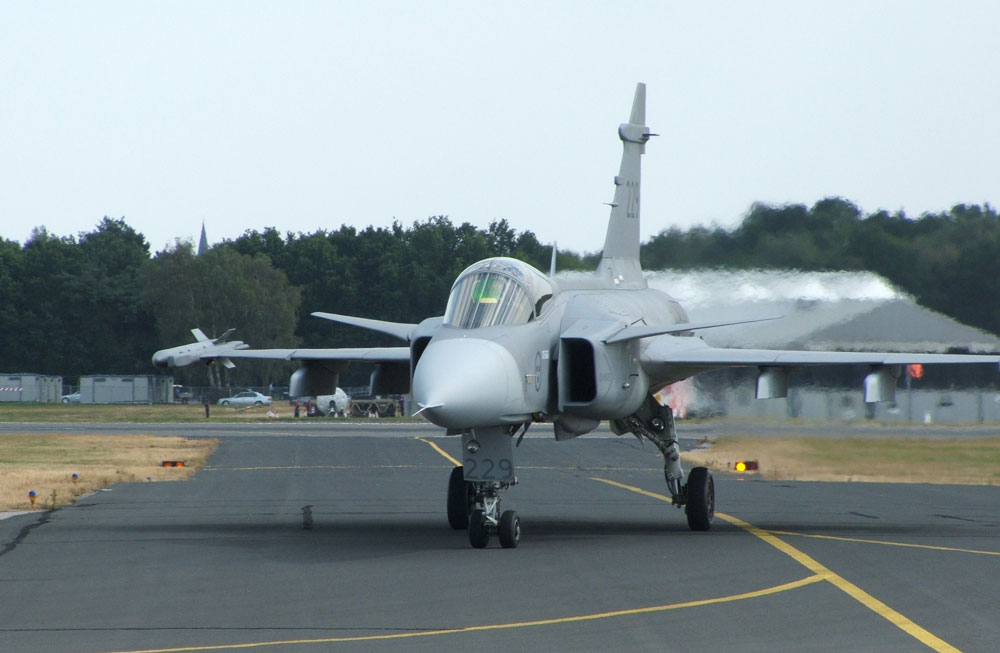
Gripen taxiando após exposição no Show Aéreo de Farnborough em 2006.

- JAS 39A: versão inicial que entrou em serviço com a Força Aérea da Suécia em 1996. Alguns aviões foram convertidos para o modelo C.[190]
- JAS 39B: versão de dois lugares semelhante ao modelo A, utilizada principalmente para treinamento e missões especiais.[191] Para acomodar o segundo membro da tripulação, a metralhadora e um tanque de combustível interno foram removidos e a fuselagem aumentou 0,66 m (2,17 ft).[24]
- JAS 39C: versão compatível com os padrões da Organização do Tratado do Atlântico Norte (OTAN), com capacidades ampliadas em termos de armamento e eletrônicos. Pode ser reabastecido em voo.[134]
- JAS 39D: versão de dois lugares semelhante ao modelo C.[192]
- Gripen NG: versão baseada no protótipo Gripen Demo.[45] As mudanças em relação aos modelos C/D incluem o motor F414G mais potente, o radar AESA Raven ES-05, aumento da capacidade de combustível e carga útil, dois pilones adicionais e outras melhorias.[49] Estas melhorias aumentaram os custos do Gripen NG para cerca de 24 mil francos suíços (27 mil dólares) por hora de voo,[193] e aumentaram o custo de produção para cem milhões de francos suiços (113 milhões de dólares).[194]
- JAS 39E: versão de um lugar desenvolvida a partir do Gripen NG. Suécia e Brasil encomendaram o modelo.[58][195][196] A designação do modelo na Força Aérea Brasileira é F-39E.[2][197]
- JAS 39F: versão de dois lugares semelhante ao modelo E. Oito aviões encomendados pelo Brasil,[198] que serão desenvolvidos e montados no país.[199] Planejado para treinamento de pilotos e combate, sendo otimizado para gerenciamento das missões pelo piloto no assento traseiro, além de poder gerenciar o armamento.[200] A designação do Brasil para a variante é F-39F.[2][197]

### Futuras
- Sea Gripen: avião baseado no Gripen NG, com capacidade de operar a partir de porta-aviões.[50] Em 2011, seu desenvolvimento estava em andamento.[52] Em 2013, o Brasil e a Índia demonstraram interesse.[201] Esta variante também foi nomeada como Gripen M.[202]
- Gripen UCAV: proposta de veículo aéreo não tripulado (VANT) de combate, baseado no Gripen E.[54]
- Gripen EW: proposta de avião para combate em guerra eletrônica, baseado no Gripen F.[203]

## Operadores

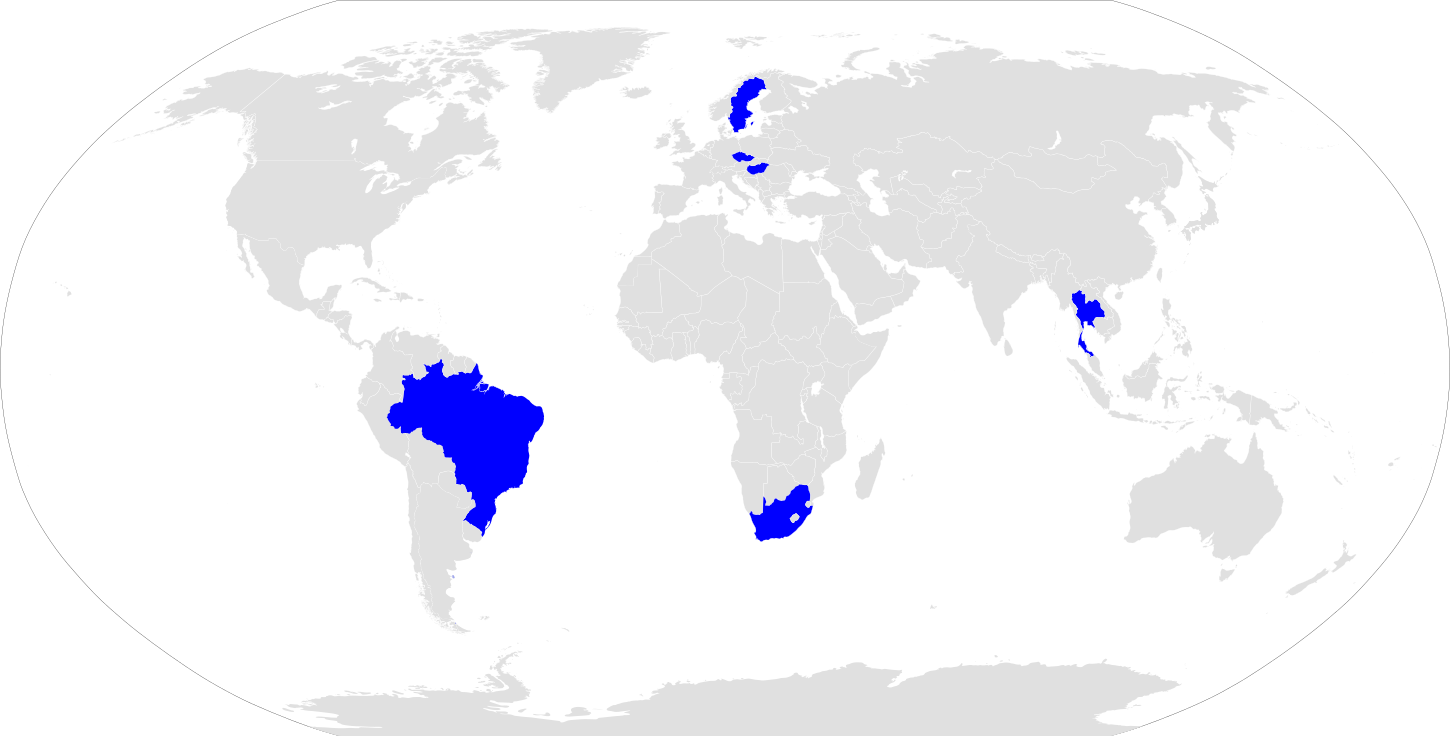
Operadores dos modelos do Gripen:
Países que operam atualmente
Países com encomendas

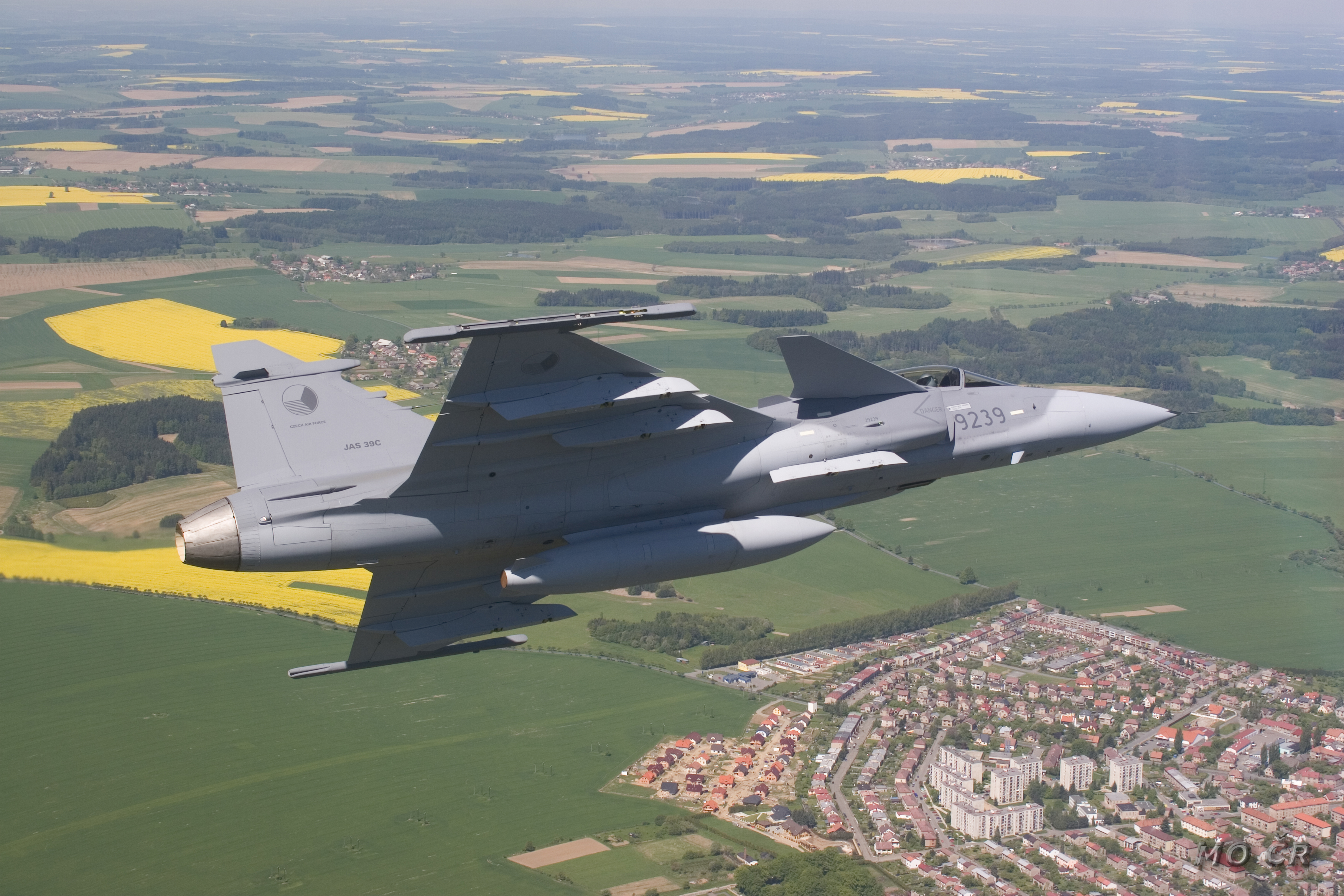
Gripen da Força Aérea da Chéquia

Até 2016, havia 158 aviões em serviço em seis países.
 África do SulA Força Aérea da África do Sul encomendou 26 aviões, sendo dezessete do modelo C e nove do modelo D. A primeira entrega ocorreu em 30 de abril de 2008. Até 2016, possuía dezessete aviões do modelo C e nove do modelo D em serviço.
 BrasilA Força Aérea Brasileira encomendou 36 caças, sendo 28 do modelo E (monoposto) e oito do modelo F (biposto). As designações da FAB para as aeronaves são respectivamente F39E e F39F. O presidente e CEO da Saab, Micael Johansso confirmou a existência de uma negociação para aeronaves adicionais no primeiro lote.: O aditivo de 25% ao valor do contrato original de 36 aeronaves. A quantidade de caças adicionais em negociação: entre 12 e 15 unidades.
 HungriaA Força Aérea da Hungria opera quatorze aviões, sendo doze do modelo C e dois do modelo D, em um acordo de arrendamento. No dia 23 de fevereiro de 2024, foi assinado um pedido adicional para mais 4 aeronaves. Com a alteração do contrato, a Hungria operará um total de 18 aeronaves Gripen C/D.
 Reino UnidoA Empire Test Pilots School opera o Gripen para treinamento. Os instrutores e alunos passam por treinamento de operações de voo nas instalações da Saab em Linköping, enquanto o treinamento em simuladores é realizado na Força Aérea da Suécia, e ficam aptos para pilotar o Gripen em duas campanhas de treinamento por ano (na primavera e outono). O acordo foi renovado em 2008.
 ChéquiaA Força Aérea da Chéquia tem quatorze aviões arrendados em operação, que incluem doze do modelo C e dois do modelo D.
 SuéciaA Força Aérea da Suécia opera 74 aviões do modelo C e 24 do modelo D, com 60 encomendas para o modelo E. Inicialmente, havia encomendado 204 aviões. A Suécia arrenda 28 aviões para a Chéquia e Hungria.
 TailândiaA Força Aérea Real Tailandesa possui oito aviões do modelo C e quatro do modelo D em operação. A Real Força Aérea da Tailândia (RTAF) confirmou a aquisição de 12 aeronaves do modelo E/F. O acordo inicial é de cerca de US$ 600 milhões, que cobre a aquisição de três Gripen E monoplaces e um Gripen F biplace, a serem entregues entre 2025 e 2029.
 ColômbiaO governo colombiano assinou uma carta de intenções com a Suécia, priorizando a compra de 16 a 24 jatos Gripen E/F, com custos estimados em US$ 3,6 bilhões.
 PeruO governo peruano aprovou o investimento de US$ 3,5 bilhões para a compra de 24 aviões do modelo E. Estas aeronaves substituirão os antigos Mirage 2000 e MiG-29.

## Aviões em exibição

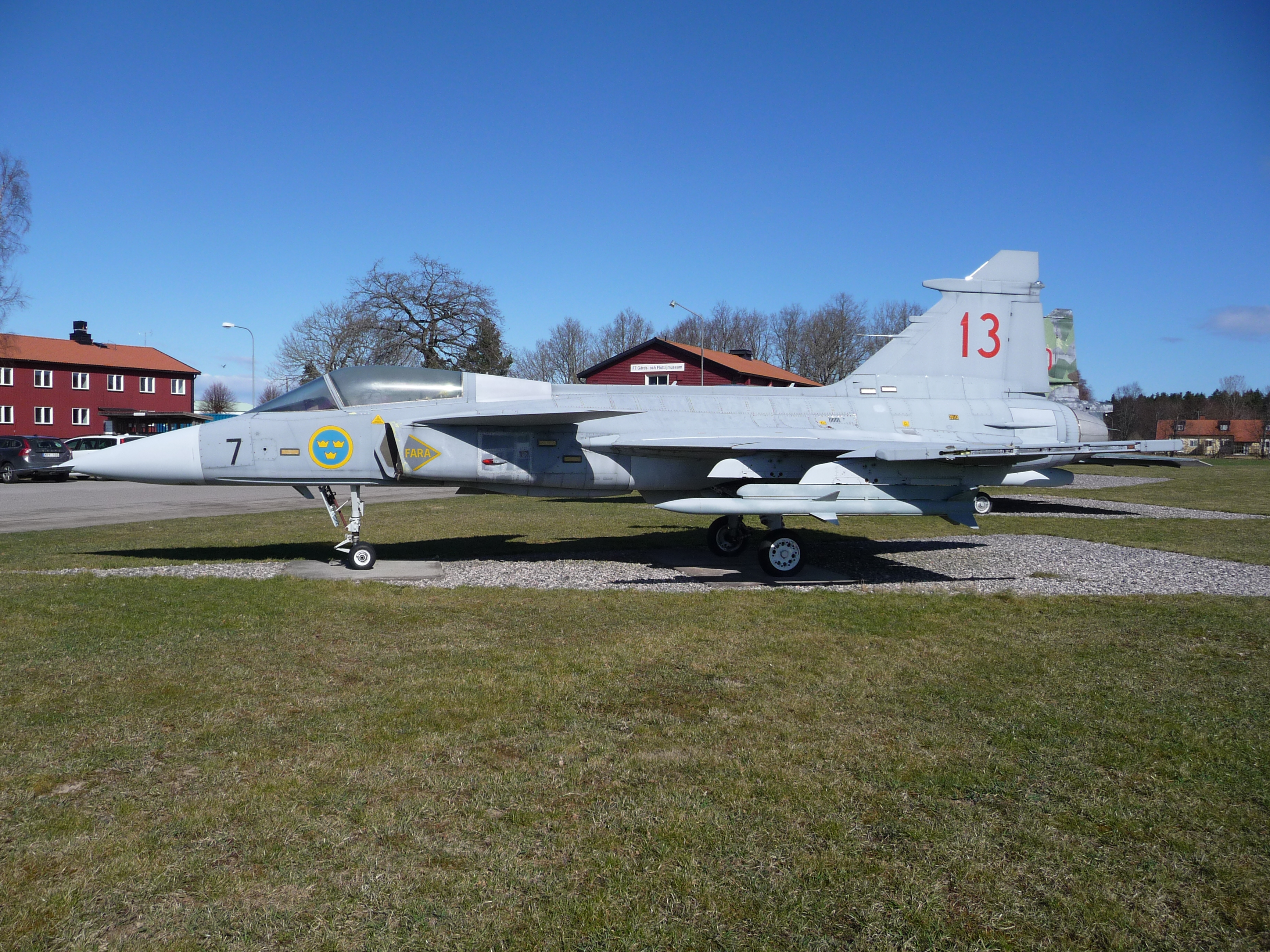
Gripen em exibição no Esquadrão de Skaraborg.

- O segundo protótipo do modelo A está em exibição no Museu da Força Aérea da Suécia, em Linköping.[218]
- Um avião do modelo A, número de série 39113, está em exibição na sede do Esquadrão de Skaraborg.[218]
- O governo sueco doou um avião do modelo A à Tailândia, para exibição no Museu da Força Aérea Real Tailandesa, em Bangkok.[218]

## Acidentes e incidentes
Até janeiro de 2017, o Gripen esteve envolvido em dez incidentes, incluindo nove acidentes com perda total e um com morte.
Os dois primeiros acidentes, em 1989 e 1993, respectivamente, ocorreram durante exibições públicas do Gripen e resultaram em especulações negativas da mídia. O primeiro acidente foi filmado por uma equipe de notícias do canal Sveriges Television e fez com que críticos sugerissem que o desenvolvimento fosse suspenso. O segundo acidente ocorreu na ilha de Långholmen, durante o Festival da Água de Estocolmo em 1993, com milhares de espectadores presentes. A decisão de exibir o Gripen em grandes aglomerações de público foi criticada, e comparada com o acidente de 1989. Tanto os acidentes de 1989 como os de 1993 estavam relacionados a problemas no software de controle de voo. O último acidente ocorreu em 14 de janeiro de 2017, no Aeroporto Internacional Hat Yai, na Tailândia, durante um show aéreo realizado no Dia das Crianças, com a morte do piloto.

## Especificações
Fonte: Spick 2000, p. 431; Williams 2003, p. 90; Saab; Força Aérea da Chéquia.
Atenção: Estes dados referem-se aos modelos C e D.
- Tripulação: um piloto (dois no modelo D)
- Carga útil: 5 300 kg (11 700 lb)
- Comprimento: 14,1 m (46,3 ft)
- Envergadura: 8,4 m (27,6 ft)
- Altura: 4,5 m (14,8 ft)
- Área da asa: 30 m² (323 ft²)
- Peso vazio: 6 800 kg (14 990 lb)
- Peso carregado: 8 500 kg (18 739 lb)
- Peso máximo de decolagem: 14 000 kg (30 900 lb)
- Diâmetro do trem de pouso: 2,4 m (7,87 ft)
- Motor: 1× Volvo RM12
  - Empuxo: 54 000 N (12 100 lbf)
  - Empuxo com pós-combustão: 80 500 N (18 100 lbf)
- Velocidade máxima: 2 Ma (2 469,89 km/h) (1 322,095 kt) (1 522,414 mph)
- Raio de combate: 800 km (497 mi)
- Alcance: 3 200 km (1 990 mi)
- Teto de serviço: 15 240 m (50 000 ft)
- Carga alar: 283 kg/m²
- Taxa empuxo-peso: 0,97
- Carga máxima de força G: 9g
- Saída de gases do motor do Gripen.Armas:

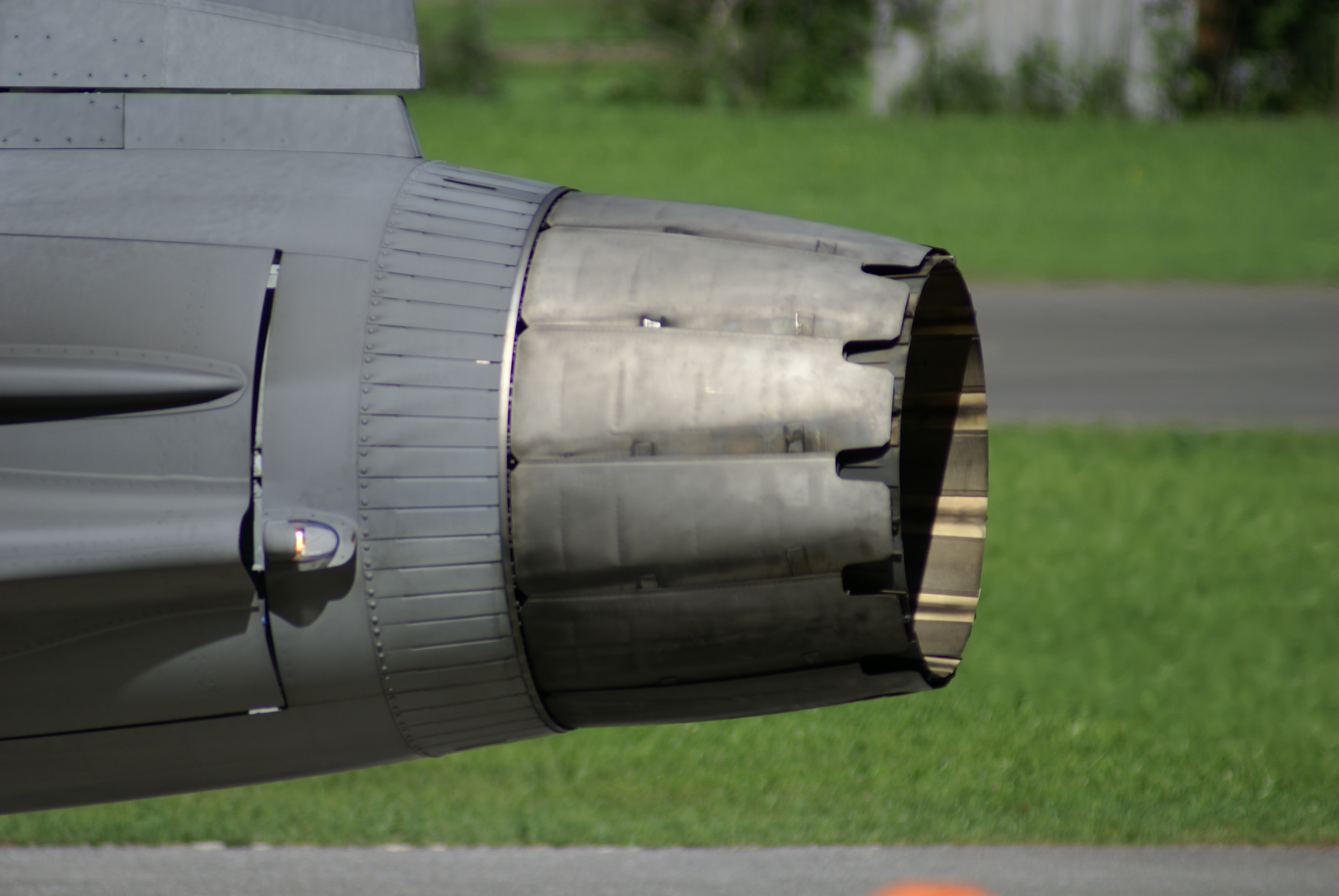
Saída de gases do motor do Gripen.

  - Metralhadoras/Canhões: Canhão Mauser BK-27 de 27 mm interno com cadência de 1 000 a 1 700 tiros/min; capacidade para 120 munições.
  - Mísseis: MBDA Mica, AIM-120 Amraam, MBDA Meteor, R-Darter, Derby, A-Darter, Sidewinder, Iris-T, Python 4/5, AIM-9X Sidewinder, AIM-132 Asraam, AGM-65 Maverick, RBS-15F antinavio, Brimstone, Taurus KEPD, Eads/Bofors DWS 39, RBS-15F, Paveway II, III e IV, Lizard II e III, GBU 39/B, JDAM/JDAM ER, AGM-154 JSOW, Spice, MK 80 series
- Pilones: oito (três em cada asa e dois sob a fuselagem)
- Radar: PS-05/A Pulse-Doppler